# Eonaviego
El gallego-asturiano, gallego de Asturias o eonaviego es una variedad lingüística de las lenguas romances, del subgrupo galaico-portugués, cuyo dominio territorial se extiende por la comarca asturiana comprendida entre los ríos Eo y Navia, si bien su área de influencia histórica según algunos filólogos abarcaría también zonas pertenecientes administrativamente a Galicia, como es el caso del municipio lucense de Negueira de Muñiz, Fonsagrada o Navia de Suarna. Este territorio se conoce como Tierras del Eo-Navia, que no coincide con la actual demarcación administrativa del mismo nombre. Está reconocido como idioma oficial en el concejo de Vegadeo (A Veiga en eonaviego).

## Ámbito geográfico
Las Tierras del Eo-Navia comprenden los concejos asturianos de Boal, Castropol, Coaña, Illano, El Franco, Grandas de Salime, Ibias, Pesoz, San Martín de Oscos, Santa Eulalia de Oscos, San Tirso de Abres, Tapia de Casariego, Taramundi, Vegadeo, Villanueva de Oscos y partes de Navia, Villayón y Allande. Hasta 1153, incluía también los territorios de Fonsagrada, Negueira de Muñiz y Navia de Suarna. Históricamente esta zona ha estado y está muy aislada del resto de Asturias y de Galicia y por supuesto de León, debido a sus marcadas fronteras naturales: el río Eo, la cordillera Cantábrica, el río Navia y el mar Cantábrico. También es cierto que es una zona de paisajes abruptos, menos la parte de la rasa costera que es más llana, por lo que las comunicaciones interiores tampoco eran fáciles.
Esta comarca, integrada durante el Imperio romano en el Convento Lucense, quedó adscrita a la jurisdicción de los obispos de Oviedo en el año 867 al desvincularse de la jurisdicción de Mondoñedo heredera de la Britoniense a la que estaba adscrita antes de la invasión musulmana (Tumbo Mondoñedo, p. 35-36, f. 196r). Tras la muerte de Alfonso III, queda adscrita al Reino de Asturias, como se sigue de su adscripción eclesiástica y de la abrumadora documentación existente, "inter Naviam et Ovem, in territorio asturiense". Así resulta de diversos documentos que ubican varios términos de la comarca en el territorio asturiense. y la presencia de representantes en la Junta desde sus inicios.
Durante la Edad Media presenta una singular cohesión interna como resulta de su integración en la modalidad de señorío que constituyó el Honor de Suarón, dependiente de la autoridad real primero y desde la donación de 1154 de la jurisdicción de los obispos de Oviedo. Tras su emancipación de la jurisdicción eclesiástica ocurrida a finales del siglo XVI, los concejos concurrirán bajo una mismas representación con el de Castropol dentro del partido de Episcopalía a la elección de representantes en la Junta General del Principado, salvo el periodo en 1810–1814, en que la comarca queda adscrita nominalmente a la prefectura de Mondoñedo (téngase presente que Castropol y su comarca toman parte muy activa en la Guerra de la Independencia Española y en la Junta del Principado, constituida entonces en Junta Suprema).

## Hablantes
No existen datos precisos del número de hablantes, si bien la zona cuenta con unos 45 000 habitantes. Según el II Estudio Sociolingüístico de Asturias (2002), promovido por la Academia de la Llingua Asturiana y realizado por el equipo Euskobarómetro, siete de cada diez encuestados (72 %) dijeron ser hablantes de eonaviego, aunque únicamente uno de cada cuatro (24 %) afirmó saber leerlo, y uno de cada seis (16 %) escribirlo. Como dato preocupante hay que destacar el retroceso generacional de la fala, que, aunque siga siendo la mayoritaria como lengua materna, hoy dos de cada tres personas (67 %) hace dos décadas (en la encuesta de 1990) eran tres de cada cuatro (75 %). El retroceso entre generaciones es claro, y hoy únicamente tres de cada diez encuestados dijeron utilizar la lengua con sus hijos.
Los concejos en el que se habla el eonaviego a día de hoy son los siguientes: Boal, Castropol, Coaña, Illano, El Franco, Grandas de Salime, Pesoz, San Martín de Oscos, Santa Eulalia de Oscos, Tapia de Casariego, Vegadeo, Villanueva de Oscos e Ibias salvo en las parroquias de Estierna y el Vao. Aparte de estos se habla en el concejo de Navia hasta el río Frexulfe, las parroquias de Ponticiella y Arbón en el concejo de Villayón y en el Valledor en el Concejo de Allande. En Degaña hablan eonaviego las parroquias de El Tablado y el Corralín. En San Tirso de Abres, Taramundi y el extremo noroccidental del Concejo de Vegadeo se habla la variante eonaviega taramundesa, aunque solamente para algunos filólogos debería incluirse dentro del gallego propiamente dicho.

## Identidad de la lengua

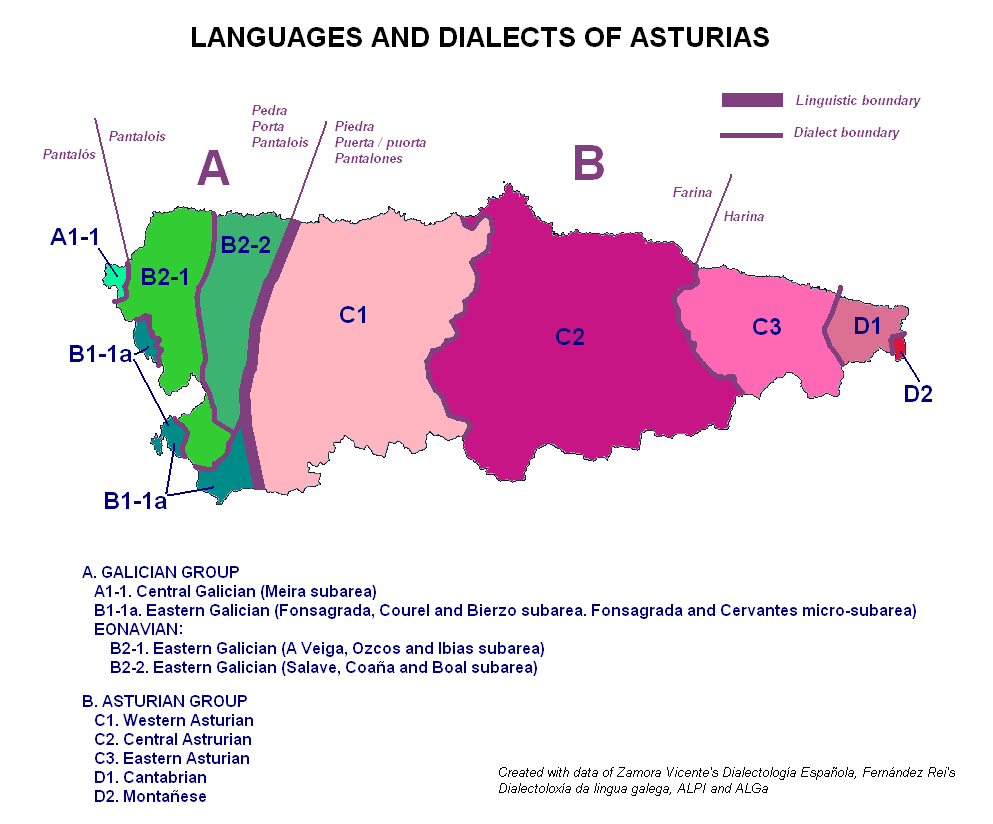
Mapa lingüístico de Asturias. En tonalidades verdes las hablas asturgallegas y en rosa y morado las asturleonesas.

Existe un conflicto político-lingüístico referente a la identidad de la lengua. Por una parte, se encuentran aquellos que resaltan el carácter de lengua de transición entre el gallego y el asturiano. Recordemos ya los primeros  estudios del habla asturiana, en el siglo XVIII, de mano de Jovellanos en los que aseguraba que "todas las hablas del territorio asturiano constituyen una única lengua" y si bien se reconoce la existencia de palabras de las provincias vecinas, estas deben ser integradas como propias en el mismo diccionario: Lo mismo se entenderá de las palabras provinciales de Galicia y montañas (se refiere a los vaqueiros de Alzada), pues si estuvieren en uso en Asturias, se deben reputar también por propias de su dialecto. Desde este punto de vista resulta manifiesto que todos los idiomas hablados en Asturias son asturianos.
Desde un punto filológico, la cuestión resulta más compleja. La tesis tradicional sostenida desde Menéndez Pidal es adscribir esta lengua al dominio lingüístico gallego-portugúes, tomando en consideración como criterio para diferenciar las hablas gallegas y asturianas el distinto comportamiento ante 'é' y 'ó' tónicas de los hablantes de las tierras al oeste y al este de una larga línea que en las proximidades de la costa asturiana va paralela al río Navia, ligeramente a su derecha más de él a medida que avanza hacia el sur, línea según se ve distinta de la que las fronteras interregionales.
El criterio seguido por Menéndez Pidal no atiende a uno u otro rasgo fonológico sino a la integridad de la lengua en su conjunto, al no existir correspondencia alguna con las correspondientes vocablos asturleoneses y del castellano vulgar dominante en Asturias de cinco vocales. Dichos formantes estudiados por Fernández Vior para el Concejo de Vegadeo y García García para el concejo de Concejo de El Franco, se separan notablemente de los castellanos en todos los casos, impidiendo la mutua inteligibilidad con las lenguas vecinas. De este modo, palabras que pueden escribirse iguales, presentan una ejecución fonética muy distinta. Desde luego esto es manifiesto en las vocales medias, pero se aprecia notablemente en las abiertas por la tendencia al polimorfismo mucho más acusado que las hablas del Este del Navia. Del examen de los textos medievales del Monasterio de Oscos y los textos decimonónicos conocidos, estas diferencias se presentan aún más acusada, así fenómenos como el vocalismo nasal claramente gallego-portugueses estaban generalizados en todo el territorio eonaviego. Rafael Lapesa y el lingüista sueco Ake W:son Munthe, en sus extensos trabajos sobre el vecino bable occidental medieval asturiano, excluyen las lenguas situadas al Oeste del Navia, que oponen hoy la diferencia entre las vocales tónicas 'e' y 'o' cerradas, pero que presentaban en tiempos pretéritos unas diferencias aún más notables.
La percepción de estas lenguas dentro del dominio gallego-portugués, si bien es la tradicional en el mundo académico, y se confirma por el examen de la documentación medieval del Monasterio de Oscos, ha presentado una cierta variedad, con rasgos de transición y no es hasta los trabajos de Xesús Varela Aenlle en que se planteó un carácter único de dialecto dependiente del gallego que se hablaría y utilizaría en Asturias, esto es, "el gallego de Asturias" denominación empleada desde la Academia de la Lengua Gallega. No obstante, esta percepción sigue estando muy ligada únicamente a unos pocos organismos. El término lingüístico consensuado para referirse a la lengua es "gallego-asturiano" -nótese la diferencia de significado entre "gallego-asturiano" y "gallego de Asturias"-  especificando un marcador carácter compartido entre las dos lenguas (una lengua de transición). Eonaviego, si bien es más reciente, también sería apto pues se emplea el topónimo donde se habla la Fala -otro recurso lingüístico de clasificación-.
En el mismo sentido, el escritor y filólogo Dámaso Alonso afirmó:

... Frente a la cortante división administrativa entre Galicia y Asturias, el lenguaje ofrece una serie de gradaciones. Como el arco iris entre dos colores inmediatos, hay un momento, en dirección para Occidente, en que nos sentimos dentro del gallego, y otro, rumbo a Oriente, en el que nos sentimos dentro del asturiano. Mas existe una zona intermedia, en la que, después de todo, la designación dada a la lengua dependerá de nuestra manera de apreciar e interpretar, uno a uno, toda una serie de hechuras lingüísticas. Me propongo trazar en otra ocasión ese tema. Si bien, como es sabido, algunos fenómenos típicamente asturianos penetran al oeste de esa línea. Estas hablas de entre el Navia y el Eo, gallegas, mas con rasgos asturianos, designamos con el nombre de gallego-asturiano.
Obras Completas, Editorial Gredos (1971), tomo I, página 391

Por su parte el profesor Alonso Zamora Vicente especifica:

En Asturias el gallego penetra hasta el río Navia. La orilla izquierda habla una variedad del gallego de Lugo, y algunos pueblos de la orilla derecha, como Armental, desconocen el diptongo (corpo, terra, morto), mientras que en lugares a ocho kilómetros al este de Navia ya aparecen vocales diptongadas. La toponimia refleja claramente esta situación: Cabanellas (siempre a la orilla derecha del Navia), Cacabellos, dos kilómetros al sur de Armental, pero Cabaniellas, diez kilómetros a su oriente. Al borde del río existe Ponticiella, con diptongo, pero al lado se encuentran Bustelo, Bustarelo, Barcela y, seis kilómetros a oriente, Fontela, al lado de Muriellos, siete kilómetros a oriente.
Alonso Zamora Vicente, Dialectología Española, Biblioteca Románica Hispánica, Editorial Gredos. Madrid, (1960). página 85

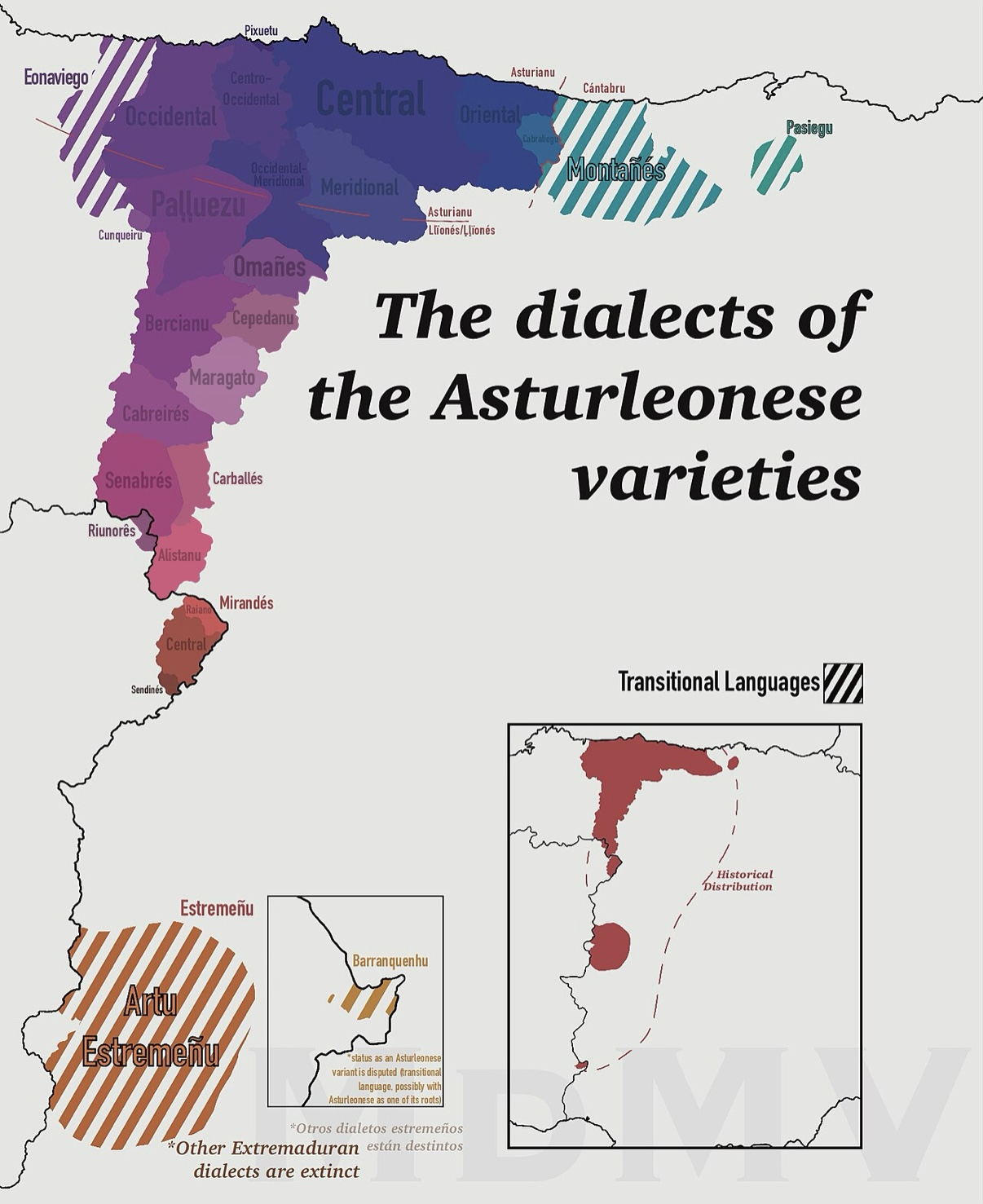
Representación del asturleonés y las naturales lenguas de transición entre el gallego (eonaviego) y el castellano (montañés).

Por otro lado, lingüistas independientes y organismos como la Academia de la Lengua Asturiana o el Consejo de las Lenguas de Europa defienden su carácter transicional debido a la innegable presencia de rasgos tanto del gallego como del asturiano que impide su inclusión "plena" en ninguna de las dos lenguas. Por su parte, la Academia de la Lengua Asturiana cuenta con una "Secretaría Llingüística del Eo-Navia" precisamente para respetar el tratamiento de "entidad lingusitica diferenciada" que se defiende desde organismos internacionales y nacionales. La denominación eonaviego, o lengua eonaviega es la preferida por la Academia (en lugar de gallego-asturiano, la denominación usada por la administración asturiana).
Por otra parte, el 25 de febrero de 2005, el gobierno asturiano aprobó el Plan de normalización social del asturiano para promocionar el uso y presencia tanto del asturiano como del gallego-asturiano. Ambos son colocados en igualdad de condiciones como lenguas a proteger y promocionar e, implícitamente, como lenguas diferentes:

El gallego asturiano, o fala del occidente de Asturias, tendrá un tratamiento similar al bable o asturiano en todas las medidas que se recogen en el presente plan.

Una tercera postura sería aquella defendida por ciertos círculos filólogos (como Ruth González Rodríguez y Ricardo Saavedra Fernández-Combarro, entre otros lingüistas) que defienden la consideración del eonaviego como una lengua independiente, con un marcado carácter propio que la diferencia tanto del gallego como del asturiano.
Mientras tanto, y sin que la lengua asturiana sea oficial asociaciones como la Xunta Pola Defensa de la Llingua Asturiana y Xeira defienden, a la par de la oficialidad del asturiano, la del eonaviego en su dominio lingüístico.

## Sustrato lingüístico
Como ha quedado indicado, la lengua eonaviega se encuentra adscrita al grupo de lenguas romances que proceden del latín. En ella se dan los mismos rasgos conservadores propios de las lenguas íbero-occidentales del Noroeste peninsular. Tales rasgos conservadores se justifican por el modo y el origen del proceso de romanización del Noroeste peninsular, procedente sin lugar a dudas del Sur y casi con toda seguridad de la Bética, la región que más pronto fue romanizada de la latinidad. Se justifica así que en el gallego-asturiano, al igual que en el resto de las lenguas íbero-occidentales, como el castellano, el asturiano, el gallego o el portugués, se mantienen palabras consideradas ya como arcaísmos en el latín itálico del siglo I a. C., anterior por tanto incluso a la romanización del Noroeste Peninsular, así el mantenimiento de 'fabulari' frente a 'parlare' (cast. hablar, port. falar, etc.), 'quaerere' frente a 'volere', 'percuntari' frente a 'questionare', 'campsare', etc.
a) Caracteres conservadores del eonaviego:

Provincias de la Hispania tras Diocleciano

- Mantenimiento de la -f- inicial, cuya pérdida en el centro de la península ibérica se debe a la influencia del sustrato vasco, que desconoce esa consonante.
- Evolución de los diptongos decrecientes au > ou (ouguir, cousa, ouro, roupa, oureya, outro, ourègo, pouco, pousar, mouro, outono, oular/oullar, etc.) y ai > èi (mèiz, rèiz, bèilar, èí, èiro, amèicer, esquèicer, èixe pèisano, queixo, èire (Boal), etc.).
- Mantenimiento del vocalismo átono final. La tendencia contraria, que se decanta por la supresión del vocalismo átono, procede del Noreste peninsular y llega a afectar tardíamente al castellano. El gallego-asturiano y el asturiano se ven escasamente afectados y siempre por influencia del castellano vulgar. Así, la pérdida de la vocal protética se presenta solo en neologismos, por influencia del castellano vulgar, en los grupos latinos -atis y -utis (voluntá, salú), pero se mantiene en las palabras más integradas en el habla coloquial, sede, vide, rede, parede, etc.
- Mantenimiento del grupo -mb-.
- Sistema vocálico de siete vocales tónicas.

b) Caracteres derivados del substrato prerromano:
Resulta paradójico, a medida que se adentra hacia el Oeste, que estos rasgos conservadores san cada vez más acusados. La razón de esto quizás se deba a la dirección del proceso de romanización, y concretamente del modo en que se desenvuelven las guerras cántabras. Se ha especulado que los caracteres propios del Noroeste dependiesen de la introducción del latín por grupos itálicos, en el que la evolución del latín estuviese quizás más avanzada (Baldinger) o tuviere caracteres propios (Menéndez Pidal). En este sentido, y siguiendo a Baldinger se pueden encontrar los siguientes procesos fonológicos que tienen su origen en las lenguas prerromanas habladas en el occidente peninsular:
- Sonoridad de las oclusivas. Es conocido que las lenguas célticas desconocieron o restringieron el uso de las oclusivas sordas. Es por ello, que tienden a sonorizarse aquellas en la Romania occidental hasta la línea La Spezia-Rimini, según grafías que datan del siglo II, así lat. cepulla > eon. cebolla/cebola, lat. lupus > eon. llobo/lobo, lat. separare > eon. xebrar. También se manifiesta la existencia de este sustrato por la pérdida de las consonantes oclusivas sordas agrupadas, así en los grupos -ct, -sc, -ps, p', captivus > cautivu (ast.), cautivo (cast., eon, gal. port.), raptare > roubar (ast. occid., gall. eon.), rápidus > raudo (cast.), rabión (ast.), absentem > ausente (cast., gall, ast., eon.), piscis > peixe (gall. port. eon.), capsa > caixa, (gall. port. eon.),[26] lat. noctem (gall. noite, ast. oc. nueiti, eon. noite), lat. lacte (lèite/llèite Eon.), lat. factu (eon. feito), perfecto (eon. perfeuto), directo (eon. direito), iactu (xeito), etc..

- Anticipación de la yod epéntica. Otro de los fenómenos del eonaviego, que tiene de seguro su origen en las lenguas del grupo céltico, es el de la anticipación de la yod epéntica consistiente en una asimilación anticipatoria en presencia de yod, con apertura de la vocal legado el caso para facilitar el diptongo.[27] Ejemplos de esta tendencia en la evolución de los siguientes grupos: grupo -ori: basadorium > basadoiro, corium > coiro, basnorium > basnoiro, agurium > agoiro, del grupo ari- área > eira, leriam > leira, riparia > ribeira, caldarium > caldeiro, follicaria > folgueira, laurarium > loureiro; grupo -qua, aquam > augua, fraugua, equa > euga. También en otras no sometidas a regla: caseus > queixo, nadie > naide, estatua > estauta, materia > madèira,[28] sapui > soupen, habui > houben, etc. En caso de que la sílaba precedente termine con coda o en i, la yod epéntica permanece ante la imposibilidad de anticiparse: entoncias, lambiar, llarpión, avenzuar, llambiúa, língua, llimpio, etc. A diferencia del resto del dominio al que pertenece también se ha conservado la yod epéntica estable en el grupo bi-: novio, chuvia, rabión, rubién, etc., lo que quizás sea consecuencia de la tendencia de las oclusivas sonoras a formar grupos semiconsonánticos.

- Resultados ante el conflicto de oclusivas. Dado el carácter explosivo de las consonantes oclusivas, la concurrencia de estas consonantes determina siempre un marcado requerimiento articulatorio al exigir reiniciar este proceso. La repetición de este proceso puede dar lugar a confusión.[29] La solución de este conflicto en gallego-asturiano al igual que en el resto del grupo gallego-portugués depende del carácter sordo o sonoro de las consonantes que entren en concurrencia, si son sonoras al igual que en toda la Romania Occidental tienden a vocalizarse: factum > feito, iactare > deitar, fructa > fruita, etc., pero sin embargo, cuando son sordas siguiendo la solución del resto del dominio gallego-portugués es la de velarizarse: así cobedo > cobedo > coldo; levitus > lebdus > lleldo. La razón de ser de este fenómeno, según Rafael Lapesa, es la incompatibilidad sonora de dos oclusivas en las lenguas gallego-portuguesas. Señala este autor, que en este grupo romance ante el conflicto dos oclusivas, la primera de esas pasa a -l-. Este rasgo, propio de las lenguas gallego-portuguesas, sigue indicando Lapesa, se ve también muy representado en los textos leoneses antiguos y en el actual de muchas zonas del dialecto, pero es ante todo originario y propio de las lenguas gallego-portuguesas,.[30]  En asturiano este fenómeno está muy extendido pero la velarización no solo se da entre sonoras sino también entre sordas: cupiditia > 'coldicia', recapitare > 'recaldar' e incluso entre nasales admirabile > 'almirable'. Este mismo resultado se observa en el caso de conflicto de la lateral líquida "l" más consonante, en el que mantiene la -l- después de oclusiva sonora: aliqud > d'algo, calidario > caldeiro, alba > albeicer, galdir (tragar), follicaria > folgueira (helecho), follicare > folgar, etc. y se vocaliza siese sorda: talpa > toupo, multiu > muito, salta > souto, cultum > cuitu (estiércol), altarium > oteiro, auscultare > escuitar, etc.[31]

- La 'n' caediza. Rasgo característico del Noroeste es el fenómeno de la -n- caediza, fenómeno que tiene en el Eo-Navia su epicentro. Baldinger, se preocupa especialmente de esta cuestión y destaca la existencia de un antiguo sustrato atlántico que habría llegado hasta la Gascuña, y que se fue disolviendo por el centro, de modo que se presentaría hoy tan solo en el Suroccidente francés y en el noroeste peninsular, asomándose también en el vasco. Este sustrato se ve confirmado por la existencia de muchos vocablos comunes entre estas regiones.[32]

c) Caracteres derivados del proceso de romanización.

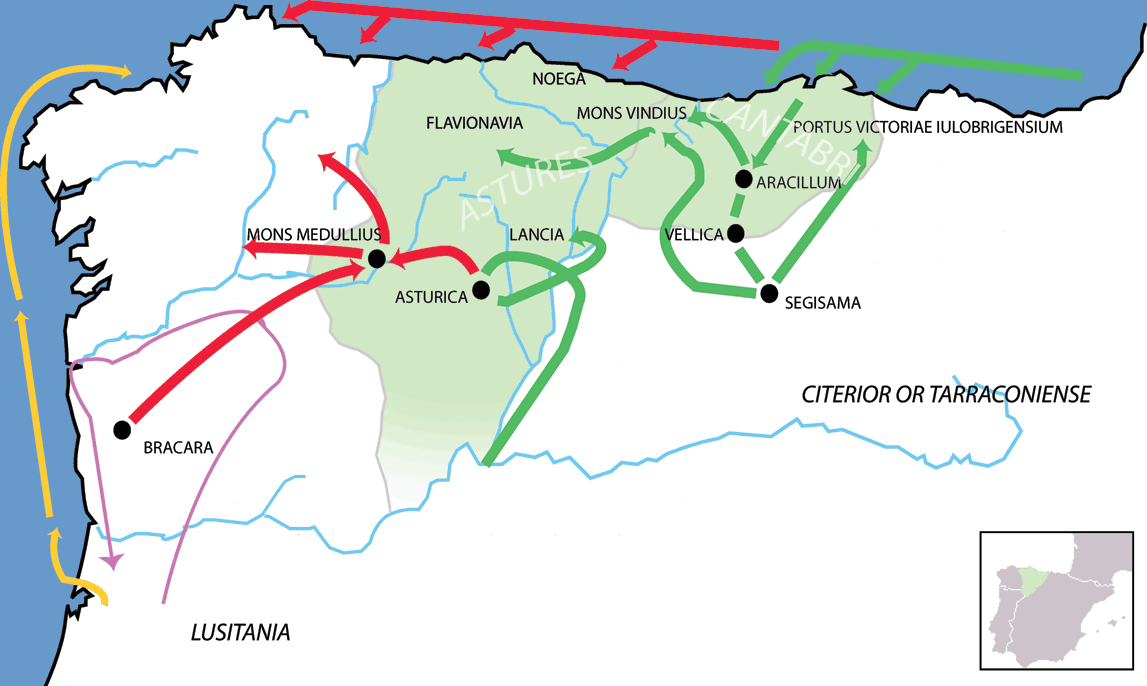
Las guerras cántabras en Asturias

Caso aparte es el de la palatización y degeminación de las laterales en la mitad del territorio eonaviego, única región dentro de la galaicofonía donde se presenta este fenómeno. La teoría tradicional que viene formulada por Menéndez Pidal sostiene, que la -l- latina palatizó en toda la península ibérica y en los dialectos centro-meridionales italianos, de ahí supuso la entrada en el proceso de romanización de elementos oscos que introdujeron en la península ibérica, esta peculiar pronunciación de las laterales de este pueblo subitálico. Lo cierto es que no se encuentran ejemplos de palatización de la -l- inicial en las grafías romanas y visigodas. Rolf por su parte, explica este proceso como un supuesto más de reforzamiento de la articulación de los sonidos consonánticos en la raíz, semejante al que consta documentado en castellano la r > rr, o en asturleonés en el grupo n > nn > ñ. En tal sentido, en el eonaviego oriental el reforzamiento devendría de la necesidad de resaltar la pronunciación de las consonantes laterales al no ajustarse el modo de pronunciación de estas consonantes en latín a las preexistentes en el noroeste peninsular, lo que daría explicación a la pérdida de las laterales intervocálicas en el eonaviego medieval, la evolución del grupo pl-, fl-, cl- o la confusión de las líquidas -l- y -r-. La pronunciación de las laterales tendría unos caracteres propios en la comarca naviega, dada la variedad de realizaciones que se pueden encontrar en uno y otro lado del Navia. Lo que parece seguro para todos los tratadistas es que este fenómeno es consecuencia del proceso de romanización como deriva de su procedencia Este a Oeste.

## Superestrato lingüístico
Con la expresión superestrato atendemos a la influencia ejercida sobre la lengua eonaviega por otras lenguas con posterioridad al proceso de su desvinculación del tronco gallego-portugués del que procede. En este sentido el superestrato lingüístico del eonaviego no es distinto del resto de las demás lenguas peninsulares. Tal asimilación se explica no solo por el hecho de participar durante siglos de la misma coyuntura social y cultural como consecuencia del proceso político de integración peninsular, sino sobre todo, por el hecho de la oficialidad del castellano y el carácter bilingüe de la población, lo que determinó que participase del depósito léxico común a todas las lenguas peninsulares. En tal sentido en el eonaviego podemos encontrar básicamente los mismos germanismos, arabismos, galicismos, occitanismos, etc. que en castellano o cualquier otra lengua peninsular.
Dentro de este sustrato merece especial importancia la coexistencia de un castellano vulgar común a todo el territorio asturiano y que imprime también su impronta en la lengua eonaviega. En otros casos, sin embargo, el eonaviego permaneció fiel a su origen frente a los procesos de integración de la lengua y del efecto del bilingüismo. Así es el caso, como vimos de la -e paragógica. También encontramos este particularismo en el mantenimiento de la desinencia -des frente a su tendencia a la supresión en el resto de Asturias. En esto el eonaviego se aproxima al gallego y se distancia del asturiano y del portugués. Así García García refiriéndose a la primera conjugación señala: «Como en las demás conjugaciones se conserva la -d- etimológica de la 2.ª persona del plural pero en esta conjugación -ades, cede terreno progresivamente ante -ais, y ambas alternan con -aides». Otro tanto cabe decir respecto de la primera persona del plural del presente de imperativo en el que como se recoge en el refrán citado de Fernández Fernández, se recoge ‘cantaide’ y ‘balaide.’ Es curioso, como en el portugués sigue en esto el paradigma del asturiano, en portugués como es conocido se dice cantais y cantai exactamente igual que en asturiano. Por otra parte si examinamos las hablas gallego-leonesas del Bierzo y Sanabria cuanto más al Sur se tiende a emplear -ais y -ai en vez de -ades y -aide. También en castellano antiguo, lo común era el empleo de desinencia -des, a diferencia de lo que ocurre hoy en día en el que dichas desinencias han cedido en favor de -ais y -ad. Esta evolución es consecuencia casi con toda seguridad del influjo de las hablas del Sur por efecto de la reconquista, lo que demuestra de nuevo el carácter conservador del eonaviego y su fidelidad a sus orígenes.

## Cuadro comparativo con otras lenguas de su entorno
A continuación se expone un cuadro comparativo del eonaviego para examinar su evolución desde su origen en el latín y el gallegoportugués, así como el examen diacrónico actual de la lengua dentro del resto de lenguas del grupo gallego-portugués, y con el dialecto asturiano occidental y el castellano.
| Latín             | Lengua gallega               | Lengua gallega                  | Lengua gallega             | Eonaviego                                | Lengua Galaico-portuguesa | Portugués (Lisboa)        | Asturiano Occidental          | Español                    |
| Latín             | Occidental                   | Central                         | Oriental (Ancares)         | Eonaviego                                | Lengua Galaico-portuguesa | Portugués (Lisboa)        | Asturiano Occidental          | Español                    |
| ----------------- | ---------------------------- | ------------------------------- | -------------------------- | ---------------------------------------- | ------------------------- | ------------------------- | ----------------------------- | -------------------------- |
| animales          | animais [äni'mäjs]           | animás [äni'mäs]                | animáis [äni'mɑi̯s]         | animales [änɪ'mäles] ant. [änɪ'mɑi̯s]     | animaes                   | animais [ɐniˈmäjʃ]        | animales [äni'mäle̞s]          | animales [äniˈmäle̞s]       |
| audire            | oír [o̞'ir]                   | oír [o̞'ir]                      | oír [o̞'ir]                 | ouguir [o̞w'ɣir]                          | ouuir                     | ouvir [oˈviɾ]             | ouyer [o̞w'ʝe̞r]                | oír [o̞'iɾ]                 |
| canes             | cans [ˈkãŋs]                 | cas [ˈkäs]                      | cais [ˈkɑi̯s]               | cais [ˈkæi̯s]/[ˈkɑi̯s]                     | cães/ cããs                | cães [ˈkɐ̃j̃ʃ]              | canes [känes]                 | canes [ˈkäne̞s] (perros)    |
| equus             | cabalo [kä'β̞älo̞]             | cabalo [kä'β̞älo̞]                | cabalo [kä'β̞älo̞]           | cabalo/caballo [kä'β̞älo̞]/[kä'β̞äλo̞] *     | cavalo                    | cavalo [kɐ'väɫu]          | caballu [kä'β̞äλu]             | caballo [käˈβ̞äʝo̞]          |
| infantam /puellam | nena ['nenä]                 | nena ['nenä]                    | nena ['nenä]               | nía ['niä]                               | ninna                     | menina [mɯ̟ˈninɐ]          | neña ['ne̞ ɲä]                 | niña ['niɲä]               |
| latrones          | ladróns [läˈðroŋs]           | ladrós [läˈðros]                | ladróis [läˈðroɪ̯s]         | ladróis/lladróis [läˈðroi̯s]/[λäˈðroi̯s] * | ladrões                   | ladrões [ɫɐˈðɾõj̃ʃ]        | ḷḷadrones [ʈʂä'ðro̞nis]        | ladrones [läˈð̞ɾo̞ne̞s]       |
| germanum          | irmán [irˈmãŋ]               | irmao [irˈmao̞]                  | irmao [irˈmao̞]             | ermao [ɪrˈmãw]                           | irmão                     | irmão [iɾˈmɐ̃w̃]            | hermanu [erˈmänu]             | hermano [e̞ɾˈmäno̞]          |
| lux               | luz [ˈlus]                   | luz [ˈlus]                      | luz [ˈluθ]                 | luz/lluz [ˈluθ]/['λuθ] *                 | luz/lus                   | luz [ˈɫuʃ]                | ḷḷuz [ʈʂuθ]                   | luz [ˈluθ]                 |
| longum            | lonxe [ˈ'lonʃe]              | lonxe [ˈ'lonʃe]                 | lonxe [ˈ'lɔnʃe]            | lonxe/llonxe [ˈ'lɔnʃe]/ [ˈλɔn'ʃe] *      | longe                     | longe [ˈɫõʒ]              | ḷḷonxe [ʈʂo̞nʃe]               | luengo [ˈlwe̞ŋgo̞] (largo)   |
| quinque           | cinco [ˈsiŋko̞]               | cinco [ˈθiŋko̞]                  | cinco [ˈθiŋko̞]             | cinco [ˈθiŋko̞]                           | cinco                     | cinco [ˈsĩku]             | cincu ['θiŋku]                | cinco [ˈθiŋko̞]             |
| oculum            | ollo [ˈoʎo̞]/[ˈɔʝo̞]           | ollo [ˈoʎo̞]/[ˈɔʝo̞]              | ollo [ˈɔʎo̞]                | oyo [ˈɔʎʝo̞]                              | ollo                      | olho [ˈoʎu]               | güeyu/güechu ['weʝu]/['wetʃu] | ojo [ˈo̞χo̞]                 |
| horam             | hora [ˈɔɾä]                  | hora [ˈɔɾä]/[ˈoɾä]              | hora [ˈoɾä]                | hora [ˈoɾä]                              | hora                      | hora [ˈɔɾɐ]               | hora [ˈo̞ɾä]                   | hora [ˈo̞ɾä]                |
| hominem           | home [ˈome̞]                  | home [ˈɔme̞]                     | home ['ɔme̞]                | home ['ɔme̞]                              | home                      | homem [ˈɔmɐ̃j̃]             | home ['o̞me]                   | hombre [ˈo̞mbɾe̞]            |
| plenum            | cheo [ˈt∫eo]                 | cheo [ˈt∫eo]                    | chẽo [ˈt∫ẽo]               | chén/chío [ˈt∫ᴈŋ]/[ˈt∫iu]                | chẽo                      | cheio [ˈʃɐju]             | chen/ḷḷen [ˈt∫e̞n]/[ˈʈʂe̞n]     | lleno [ˈʝe̞no̞]              |
| trahere           | traer [trä'er]               | traer [trä'er]                  | traer [trä'er]             | trer/traguer ['trer/trä'ɣer] *           | trager                    | trazer [tɾɐˈzeɾ]          | trayer [trä'ʝe̞r]              | traer [tɾäˈe̞ɾ]             |
| tu cantavisti     | ti cantaches [ti kän'tätʃe̞s] | tu/ti cantaches [tu kän'tätʃe̞s] | tu cantache [tu kän'tätʃe̞] | tu cantache [tu kän'tätʃe̞]               | tu cantaste               | tu cantaste [tu kɐ̃ˈtäʃtɯ̟] | tu cantasti [tu kän'tästi]    | tú cantaste [tu känˈtäste̞] |

(*) Aproximante lateral palatal [ʎ] desde el Porcía hasta el Navia. Aproximante lateral alveolar [l] desde el Eo al Porcia.

## Evolución diacrónica del eonaviego
A continuación se muestra la evolución de la lengua atendiendo al soporte documental conservado en el monasterio de Oscos:
| Español    | Latín             | Gallego-portugués | Eonaviego medieval     | Eonaviego actual |
| ---------- | ----------------- | ----------------- | ---------------------- | ---------------- |
| alto       | altu(m)           | outo              | outo                   | alto             |
| mucho      | multu(m)          | muito             | muito                  | muito            |
| árbol      | árbor(em)         | árvol             | árvore                 | árbol            |
| llave      | clave(m)          | chave             | chave                  | chave            |
| duda       | dubitâtiô(m)      | dubida/dulda      | ¿dobeda?/dolda         | débeda/duda      |
| espina     | spina(m)          | espinna           | espĩa                  | espía            |
| allanar    | aplanare          | achãar            | achãar                 | achanar          |
| azada      | asciata(m)        | aixada            | eixada                 | eixada           |
| centeno    | centenum          | centẽo            | centẽo                 | centèn           |
| dedo       | dígitu(m)         | dedo              | dido                   | dido             |
| derecho    | directu(m)        | direyto           | dereyto                | dereito/dereto   |
| hijo       | filius (um)       | fillo             | fillo                  | fiyo             |
| guardar    | guardare          | guardar           | gardar                 | guardar          |
| hombre     | hōmo/hōminem      | hòmem             | hòme                   | hòme             |
| mano       | mānu(m)           | mão               | maao                   | mao              |
| manzana    | mattiāna(m)       | maçã              | maçaa                  | mazà             |
| mía        | mea(m)            | minna/mía         | mĩa (mina)             | mía              |
| mucho      | multu(m)          | muito/muyn        | muito                  | muito            |
| negro      | niger/nigrum      | nieiro/neiro      | neiro                  | negro            |
| nieve      | níve(m)           | neve              | neve                   | neve             |
| noche      | nox/nócte(m)      | noite             | noite                  | nòite            |
| añadir     | in addire         | anader            | nader                  | añidir           |
| obligar    | obligare          | obrigar           | obridar                | obrigar          |
| pecho      | péctus (um)       | peito             | peito                  | peito            |
| quien      | quī/quem          | quem              | quen                   | quèn             |
| pared      | parĭes/parĕtem    | parede            | parede                 | parede           |
| cuatro     | quattuor          | quatro            | quatro                 | cuatro           |
| una        | ūna(m)            | ũa/hũa            | ũa                     | úa               |
| salir      | salire            | sair              | sair                   | salir            |
| tuyo       | tuus/tuum         | teu/tou           | tou                    | tou              |
| viejo      | vĕtulus (um)      | vello             | vello                  | veyo             |
| verdad     | veritas/veritatem | verdade           | verdade                | verdá            |
| Castellano | Latín             | Gallego-portugués | Eonaviego medieval[34] | Eonaviego actual |

## Ejemplos de textos
Se adjunta los siguientes documentos del cartulario de Oscos al objeto de examinar la evolución de esta lengua:
2.ª mitad del siglo XII Año 1153

...Testo uobis et concedo per suis terminis certis per termino de Menustux e inde de super ad petram de Gio a Cornu de Menyones, et ad penna de Teyxeyra, et al Pico pequeno, et allas mestas de Bouspoulim) et como uay pello regueyro a Sobrepe aa pena das ouellas, et inde in directum ad petra Vocatoria et ad aquam de Ferueça et cómodo uertitur aquam al final de Pena Leyra, na Gauia per ubi potueritis inueniere.... Ad patrem (sic) vero regis quingentos solidos boos exsoluat.
 Floriano Llorente, Pedro (1981). «Colección diplomática del Monasterio de Villanueva de Oscos». Boletín del Instituto de Estudios Asturianos (102). p. 138.

Primera mitad del siglo XIII

Cunusçuda cousa seia a quantos esta carta viren commo eu María Uicentez de Cedamona vendo a uos abbade don Guillermo de Santa María de Villa Noua d’Oscos e ao conueto desse mismo lugar quanta heredade eu aio e deuo auer en Çedamona por preço qua a mí e a uos ben prougo, conuen a saber: hun boy boon e çen solidos, preço me outorgo por ben pagada e sse mays val doo por Deus e por mina alma e de meus parentes. E de este día en deante seia tirada de nosso poder e seia metuda en no uosso e no do moestero e se alzen da mina parte ou da aldea contra esta uençon contra esta doaçon veer, aia a maldiçon de Deus e a mina e con Iudas eno inferno iasca por senpre e aa uoz del rey peyte çen morabentinos e dobre ao moestero a heredade e a carta uala por senpre. Feyta a carta en Gyo...
Floriano Llorente, Pedro (1981). «Colección diplomática del Monasterio de Villanueva de Oscos». Boletín del Instituto de Estudios Asturianos (102). p. 142.

Segunda mitad del siglo XIII, año 1261

...se vos ende quiserdes yr leyxade a quarta de quanto overdes ao monasteiro et ide vos a paz et seede fieles familiares do monasteiro, et a vossa morte venirdes aa sepultura de monasteiro, con vossas mandaciones...
Castellano Oliveros, Luis. "Algunas reflexiones sobre el infinitivo conjugado en los documentos del Monasterio de Villanueva de Oscos", Britonia II, 1995-1996, pág. 124, Alvárez Castrillón, Xose A. Colección diplomática del monasterio de Santa María de Villanueva de Oscos (1139-1300), Ridea, 2011, p. 194

Segunda mitad del siglo XIII, año 1276. 19 de junio

In dei nomine Amen. Cunnuzuda cousa seia aquantos esta carta viren et oyren. Como nos don Miguel pela gracia de dios Abbade do Monesteyro de Sancta Maria de Vila Noua d’Oscos et ho Conuento dese mismo logar. Damos anos Rodrigo Affonso tam sola mente poren uossos dias emprestamo: amea daquela nossa herdade de vila Donga. Que he ena Vila d’Aures aque tenno de uos Lope Trauesso. Et damos uola todos sous terminos et con todos sous vilares assy comoa nos auemos. Per tal preyto uos damos esta herdade sobredita quela non possades vender nen supinnorar nen enallenar per neguna maneyra et adia de vosso passamento que ffique esta herdade ia dita liure et quita al Monesteyro ia dito con quanto bon paramento enela ouuer. Et Eu Rodrigo Affonso ia dito obridome per mi et per todas mias bonas et su pena Mil mrs. de Moeda Real; que nunca esta herdade ia dita meu fillo et filla nen quen vener en mias bonas; que nuncaa embarguen al Monesteyro ia dito. Et se meu fillo ou mia filla aesta carta quiseren passar aian amia maldizion et nunca seian herdados en mia herdade, et peyten al Monesteyro mil moravidiis da moeda real et acarta seia sempre atodo tempo valiosa. Et eu Rodrigo Affonso ia dito; recibo de vos don abade et do Conuento ia dito este prestamo que me vos dades et outorgo ben et lealmente de comprir quanto esta carta diz. Et que esto seia mays ffirme et no possa venir en dolda. Mandamos ambas las partes ffacer esta carta partida per ABC feyta carta en Vila noua d’Oscos XII dias por andar del mes de Junyo en era de mil et CCC et XIII annos. Regnante el rey don Affonso en Leon en Castela en todos los outros sous Rengos ayglegia de Oviedo porgante. Rodrigo Rodriguiz meyrino mayor del Rey eno Regno de Leon et en Asturias, osque presentes foron Suer Lopez prior testis, Pay Martiniz Suprior testis. Miguel Celareyro testis, Iohan Pelaiz vestiario testis, Pero Fernandiz cantor; testis Petro Iohanes sucantor testis, Andreu Perez clerigo desancta offemena testis, sou parente pero pelaiz clerigo testis, Lope Díaz testis, Meen Perez testis, Pay Eanes testis, Pero Chazin testis Gonzalo caio testis ffernan Díaz fillo de Diego vello testis et outros muytos que viron et oyron et eu Freire Domingo Monniz Notario puplico de Vila Nova d’Oscos scriui esta carta per mandado danbaslas partos et puys enela meusinal
Fernández Guerra y Orbe, Aureliano (1865). «El Fuero de Avilés, Discurso en la Real Academia Española en el aniversario de su fundación». Imprenta Nacional (102). p. 84.

Finales del siglo XIII

Devante de vos Johan Rodriguez, juyz del Rey, Eu frey Johan Peláez vestiario de Vila Nova d’Oscos polo abbade e polo convento desse mismo logar, dígonos querellando e pézonos por justicia que fagades ao concello da Pobra de Revoredo, que como nos eno noso monte de Candanosa teníamos noso frade o qual monte iaz eno noso couto de Santa Columba, ho qual couto avemos ven gardado con todos sous dereytos, que veneron los omes da pobla de Revoredo acernaron os nosos montes, nomenadamente… Ende nos dizemos que los danos que feceron enos montes devanditos os quaes nos pertenecen de dereyto e deven ser nosos por razón de Santa Columba que nolos fagades entregar os quaes danos estimamonos C maravedís dos pretos. Salvo de toller e de nader se mester for
 Alvárez Castrillón, José A., Los Oscos en los siglos X-XII pág. 144. 

1.ª mitad del siglo XIV, año 1328

E por esta doaçión e por esta esmolna que vos Pedro Méndez façedes ao monsterio sobredito e abade e convento que son e que an de de vir, e por cuanto ben e emparamento façedes ao mosterio e prometedes de façer, nos abbade e convento logo de presente reçebemosvos llogo por noso familiar e damosvos e outorgamos parte en todo o ben que se feçer no mosterio de Santa María de Villa Nova en toda a orden de Cistel ata o día da fin do mundo...
Alvárez Castrillón, José A., Los Oscos en los siglos X-XII pág. 144.

2.ª mitad del siglo XIV 1377

Sepan quantos esta carta viren commo Teresa Meen, frada profesa no Monesterio de Santa María de Villa Nova d'Oscos, do en doazon al dito monesterio, por las almas de meu padre de mina madre e mía, e de aquelos a quen eu son teuda, todos benes asy mobres commo rayzes que eu aio en Lanteyro, en Bullaso, en Lavallos e en Mon, e en todos los terminos e jurdiçon da Probra de Castropol, e otorgo e mando que seian do monesterio todos, por quanto os mandaron y meu padre e mina madre con meu otorgamento...
Alvárez Castrillón, José A., Los Oscos en los silgos X-XII pág. 187.

1.ª mitad del siglo XIV 1417

...per tal preyto e condyçon vos aforo estas ditas herdades que as lavredes ben, e paredes ben, e que diades nos el dito don Abade e monesterio por foro cada anno huna taega de bon centeno medido per la medida dita de Santalla, livre de polvo e de palla; e que seyades amigos boos e leales do monesterio ennas cousas que vos poderdes, e qe estas ditas herdades que vos non posades vender nen subpynorar nen escabyar a outra parte por ninguna manera, e a la morte ou saydo del postermeyro de vos a los desste foro sayr que nos fiquen ao dito monesterio as ditas erdades lyvres e quitas e desenbargadas de vos e de vosa voz con todos sous chantados e aboamentos que elas estevere, vosa novydade alçada dando al monesterio aquelo que lle deverdes deste dito foro as quales herdades iaçcen su signo de Santalla d'Oscos...
Alvárez Castrillón, José A., Los Oscos en los siglos X-XII pág. 215

2.ª mitad del siglo XV 1466

Sepan quantos esta carta viren commo nos don Lope abbad del moesterio de Santa María de Uilla Nova d’oscos, e prior e conuento do dito moesterio aforamos a uos Lopez Pérez e a uosa muller Ynés Fernández, e a os fillos e netos que ouierdes unos de outros, conuén a saber que uos aforamos o noso casal de Bustapena asy commo lebóu e usou Miguel Andrés que ende moróu, casa e orrio e teytos e paos e erdamentos [bravos e] mansos que lle pertenescen e con la erdad que foy de [...] Domínguez e de Aluaro que lauraua Aluaro de Perdigueros. [Esto] todo asy commo senpre andóu esto commo dito [he vos] aforamos que déades e pagedes de foro en cada hun anno todos los foros e deretos ao convento e [ao moesterio] asy commo pagaua o dito Miguel Andrés e desta erdad que auedes de dar el quarto a Dominga Fernández por seus días muller que foe de Aluaro de Perdigueros...
Alvárez Castrillón, José A., Los Oscos en los silgos X-XII pág. 233

2.ª mitad del siglo XVI, 1580, Libro de Hidalgos de Castropol, Partido de Valdemiudes, Concejo de El Franco

Domingo da Cova da Vella... Domingo das Barrosas, Fcº dos Caborcos, Gº Mendez dos Pumaríos, Mª Méndez da Veiga... Pº Aº da Leira..., Fco. da Espineira...
 Archivo Municipal de Castropol, sección hidalgos, padrón de 1580, p. 88 

2.ª mitad del siglo XVI, Ibias Tormaleo Cantar

Deita palla al boi Gonzalvo

Deita palla á ó boy

Freija Ferrández fiandera honrada

puja cada fío, va pucherada
 Cartas de Eugenio de Salazar vecino y natural de Madrid escrita a sus particulares amigos suyos, publicada por la sociedad de Bibliófilos españoles, Madrid, Imprenta y estinotipia de Rivadeneyra, 1866, pág. 88 

Siglo XIX. Se aportan asimismo los siguientes textos recogidos del refranero decimonónico por Fernández Fernández y Acevedo Huelves
(Concejo de Boal): 

 Lliras che quito, nel marco las poño, toma, can, lliras y pan.

 En Villanova nin vaca nin nora nacen os gutos y votanlos fora.

 En Llanteiro nun hay mozas, en Mezà todas son veyas, en Miñagon milindrosas y en Serandías a fror d'ellas.

 Pernas tortas das Cavanas, regallóis os da Pilella, chamuscados os de Boal, viva el llugarín de Armal.

 Veite cerzo, cercellín, de este valle regueirín, qu'ei che vèn Xuan de riba, xurando y devotando, que ch'a partir ua dida, si te coye costa arriba, que ch'a partir un brazo si te coye costa abaxo.
Acevedo Huelves, Boal y su Concejo, Oviedo 1.898 pág. 50, 61 y 76 

(Concejo de Villanueva de Oscos)

Polavila polavila, Eu ben sei donde la hay, indo porlo río arriba no moliño de meu pay
.Acevedo Huelves, Boal y su Concejo, Oviedo 1.898 pág. 76.

(Concejo de El Franco)

En casa chía, llougo se fai a cía.
Condo che dian a oveya, coye a corda y vay por ella.

As cuitas ayías, num me quitan dormir.

A mía fiya arruita fame muita, a mía nora vocía e de chía.

A terra que da á ortiga è pra mía fiya/, a que nun la cría è pra mía vecía

Pra que nun queren, teño èo abondo

Antroido, godoiro, paso por Arbon con un cesto na mau comendo rapón.

D`os sesenta pra riba, nun moyes a barriga.

De valdre texen os cais, que nun rompen a roupa.

A vaca da mía vecía, da meyor lleite ca mía.

Condo Dios nun quer, os Santos nun poden.

Que mañá nos traiga, un boo día de solín.

Arco de veya revolve na terra, col dido monín que nun chova por mín, col dido pulgar que chova nel mar.

Foyas na figueira, farros na ribeira.

Cerco lluar ponte a enxugar.

Xente de marina, xente de gran caldeirada, día de muyto víspera de nada.

Home fraque y non de fame, mira que nun te agarre.

Condo chove y fai frío, cantan os gallos na veira del río.

Condo Dios quer, de todos os ventos chove

El anada de un mal ano, máyase nun eirado.

Cantaide nenas, cantaide, /cantaide y nun teñais pena/que ven un barco de mozos/ a dous cuartos á docena.

Si a Candeleira chora/ el inverno xa vai fora / si a candeleira rí / El inverno ta por vir 

Alló enriba, nun, sei unde, encontrein con nun sei quen, en casa de xa me esqueice, nun me podo acordar ben.
Fernández Fernández, Marcelino (1898). El Franco y su Concejo. pp. 112 y ss.

Siglo XX 1.ª mitad se aporta el siguiente cantar citado por García Lorca
(Concejo de Navia) 

Este neñín que teño nel collo

e d'un amor que se tyama Vitorio,

Dios que madeu, treveme llongo

por non andar con Vitorio nel collo.
 García Lorca, Las nanas infantiles

(Comarca del Eo) 

As laxas d'a nosa entrada tan, madeus, muito moyadas, non miou mia sogra por elas e que anuncian a xelada

Poderan ser cuadradas y tamén alongadas mais nunca veredes cocías redondiadas
 Labandera Campoamor, JA; Boletín de letras del Real Instituto de Estudios Asturianos nº 71, 1970

(Castropol)

 Ayer dicícheme c'hoy 

 hoy dicesme que mañá 

 y mañá as me decir 

 ¿Cocéronxe xa as patacas? 

 - Non: pero eiyes atizar candela - 
Sela García, Alejandro; Artículo publicado en el Aldeano, 2º semestre, Castropol 1932.

Siglo XX 2.ª mitad
(Concejo de El Franco)

''Vaich'a fer muito bèn

Tèdes que vir a fèsta

¿Pareceche que fòron us nenos, us lladrois ou us parcoteixos us que tiraron as patacas al alto?

¿Sachasche el hòrto, atendich'as vacas ou fixich'a xanta?

Fun al eiro, pero nun puiden sachar nada?

Teis que ter ma(i)s tempo al fougo, parecem'a min esa caldeira.

De recoyeredes entre us dous, el herba, è fácil que nun vola piye'l augua

Tèinch'ua búa chía de d'herba

Vid'a mía casa pra miraremos esos llibros

Xa verás como en chegando`l vrao, imos a'ndar de fèsta'n fèsta

Nun vos quèro delante, iscai xa!
García García, José (1983). El habla de El Franco. Bernaldo de Quirós. pp. 52 y ss.

## Características propias
A) Sistema fonológico.
- Sistema vocálico:

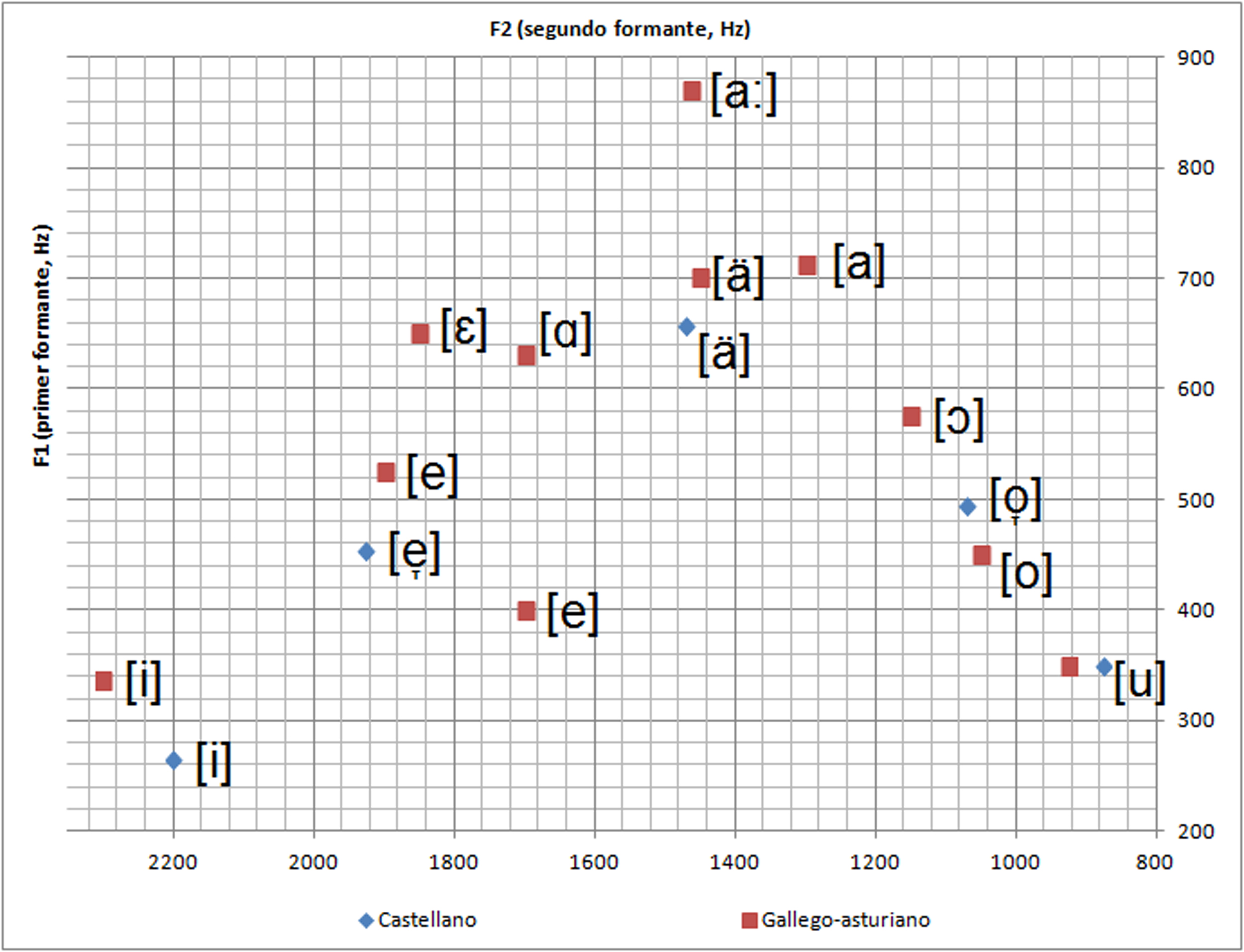
Sistema vocálico del gallego-asturiano.

- El sistema vocálico tónico es semejante al gallego, siendo 7 las vocales. Este dato, como ha quedado indicado, es el utilizado por Menéndez Pidal para la adscripción al grupo de lenguas galaico portuguesas.[42] Este sistema se presenta bastante estable, no apreciándose las alteraciones que se observan por efecto de la metafonía en otras zonas de la galaicofonía.[43] Se aportan a continuación los formantes obtenidos de los diversos sonidos vocales tónicos por García García para El Franco (GG, 1976) y Fernández Vior para Vegadeo (FV ,1997):

• ä vocal central abierta: f1 =700 y f2 =1350 hz (FV); f1 =750 y f2 =1500 hz (GG)
– a: vocal central abierta alargada: f1 =870 y f2 =1463 hz (FV); f1 =800 y f2 =1537 hz (GG)
– a anterior (velar): f1 =700 y f2 =1300 hz (FV); f1 =715 hz y f2 =1400 hz (GG)
– ɑ posterior (palatal):
•  e vocal semicerrada posterior: f1 =450 hz y f2 =1900 hz (FV)
– e semicerrada anterior afectada por sonido anterior: f1 =475 hz y f2 =1700 hz (GG)
– e semicerrada anterior afectada por sonido posterior: f1 =525 hz y f2 =1800 hz (GG)
•  ɛ vocal semiabierta posterior: f1 =700 hz y f2 =1800 hz (FV)
•  o vocal semicerrada anterior: f1 =490 y f2 =1015 (FV); f1 =500 y f2=1075 (GG)
•  ɔ vocal semiabierta anterior: f1 =555 hz y f2 =1100 (FV): f1 =600 hz y f2 =1100 hz (GG)
•  i vocal cerrada anterior no redondeada: f1 =337 y f2 =2300 (FV); f1 =400 y f2 =2600 hz (GG)
•  u vocal cerrada posterior no redondeada: f1 =350 y f1 =1185 (FV); f1 =400 y f2 =925 hz (GG)
- Vocalismo nasal. Consta documentado como hasta el siglo XIX, el vocalismo nasal era un fenómeno bastante común en todo el territorio eonaviego, sin embargo al día de hoy es un aspecto muy residual. Damaso Alonso fue el primero en constatar este fenómeno muy extendido en los Ancares. M. Menéndez García encuentra restos de nasalidad en Frejulfe y puntos de Villayón, y C. Muñiz en el Valledor en la frontera misma con el asturleonés. Resquicio de este vocalismo nasal se encuentra en que en esta lengua, a diferencia de lo que ocurre en otras hablas gallegas, las vocales que se encuentran en sílabas con coda nasal son siempre abiertas, consecuencia necesaria de la velarización de estos sonidos, estadio previo a la formación del vocalismo nasal.[44]

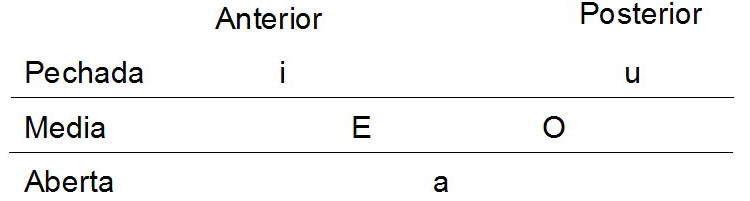
El vocalismo átono en gallego-asturiano.

- Cambio de timbre en vocales átonas (si bien menos acentuado que otras lenguas galaico portuguesas) en posición enclítica absoluta, ante consonante labial y por asimilación vocálica.[45]
- Vocalismo átono en posición inicial. Respecto del vocalismo átono, como señala García García "A diferencia de otras zonas de la galaicofonía, no son relevantes las diferencias entre -e- y -o- abierta y cerrada, pudiendo considerarse los sonidos de tales parejas como variantes de sendos archifonemas, manteniéndose el siguiente sistema, -i-, E-, a, -O-, u.[46]
- Vocalismo átono final en -e-, -o- y -a-.[47] Se da la pérdida de la -o- en terminaciones -eno e -inu: sen, fren, centen, allén, padrín, camín... Es general la conservación -e- atóna final, tras -ETE, -ITE: sede, rede, vide, parede, etc. más claro todavía en topónimos: San Mamede, Nonide, Taladride. También es normal que haya conservación de -e tras θ, como en couce, fouce, etc. Por el contrario se ha perdido por influencia del castellano, salú, verdá, enfermedá. La -e- paragógica ante consonantes líquidas aparece muy residualmente, Acevedo y Huelves cita carcele. La -o- final ha desaparecido en el sufijo -elo, en toponimia, Tol, Castropol, Boal, etc.El vocalismo átono final en gallego-asturiano.

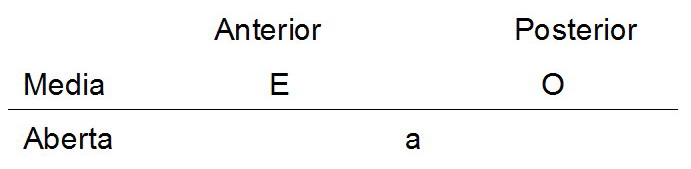
El vocalismo átono final en gallego-asturiano.

- Realizaciones de vocalismo nasal y alargamiento de vocales. Según García García, es claramente perceptible la nasalización de las vocales tónicas o átonas que preceden a velar n en coda (tamén), o situadas entre consonantes nasales (mañá). El alargamiento vocálico se produce como fruto de contracciones: "vou à casa" o compensatorio como consecuencia de la pérdida de nasales intervocálicas "machacan a llá/lá", "Que mañá nos traiga un bó día de solín".[48] También se encuentra este alargamiento en el caso de concomitancia de vocales, para resaltar el artículo, así en el refrán citado por Fernández Fernández "A terra que da á ortiga".

- Diptongos:
- a) Diptongos decrecientes: couto, souto, cantou, deitou, cantei...
- b) El diptongo -au- se transforma en -ou-: audire > ouguir, causa > cousa, aurum > ouro, raupa (ger) > roupa, paucum > pouco, pausare > pousar, mauro > mouro, autumnum > outono, aullar > oular/oullar.
- c) El diptongo -ai- se transforma en èi (è abierta): maíz > mèiz, radice > rèiz, bailar, bèilar, ahí > éí, amanecere > amèicer, esquèicer, vèi, pèisano. En ocasiones, la vocal -è- abierta, muestra el carácter de una variante de -a- palatal (α).[49] Este fenómeno característico de las hablas ancaresas, se presenta generalizado, en el Alto Navia.[50]
- d) Anticipación de la yod epéntica, véase: naide, coiro, agoiro, cadeira, bassium > bèizo, caseus > queixo, nadie > naide, estatua > estauta, materia > madèira, sapui > soupen, habui > houben...
- e) Ausencia de diptongo ante nasal extremo este constatado por Menéndez García como una de las isoglosas de referencia entre las hablas galaicas y asturleonesas.[51]

- Semiconsonantes.
- a) Wau: A diferencia del gallego-portugués, el eonaviego tiende al igual que en gallego a la supresión de las semiconsonantes, si bien presenta una evolución propia, distinta de la del gallego cuando interfiere la nasalidad, así los relativos condo, contó, el verbo gardar/goardar, o el numeral corenta o en topónimos Sayane (Sanyoane), etc…
- b) Yod: En eonaviego, al igual que en el resto de la Galaicofonía, se tiende a una asimilación anticipatoria, y aunque hoy en día, tanto en gallego como en eonaviego existe una fuerte influencia del castellano, en ambos casos este proceso no se extiende más allá de la influencia ejercida por aquel. Véase: naide, beizo, coiro, caldeiro, ribeira, etc.

- Nasales:

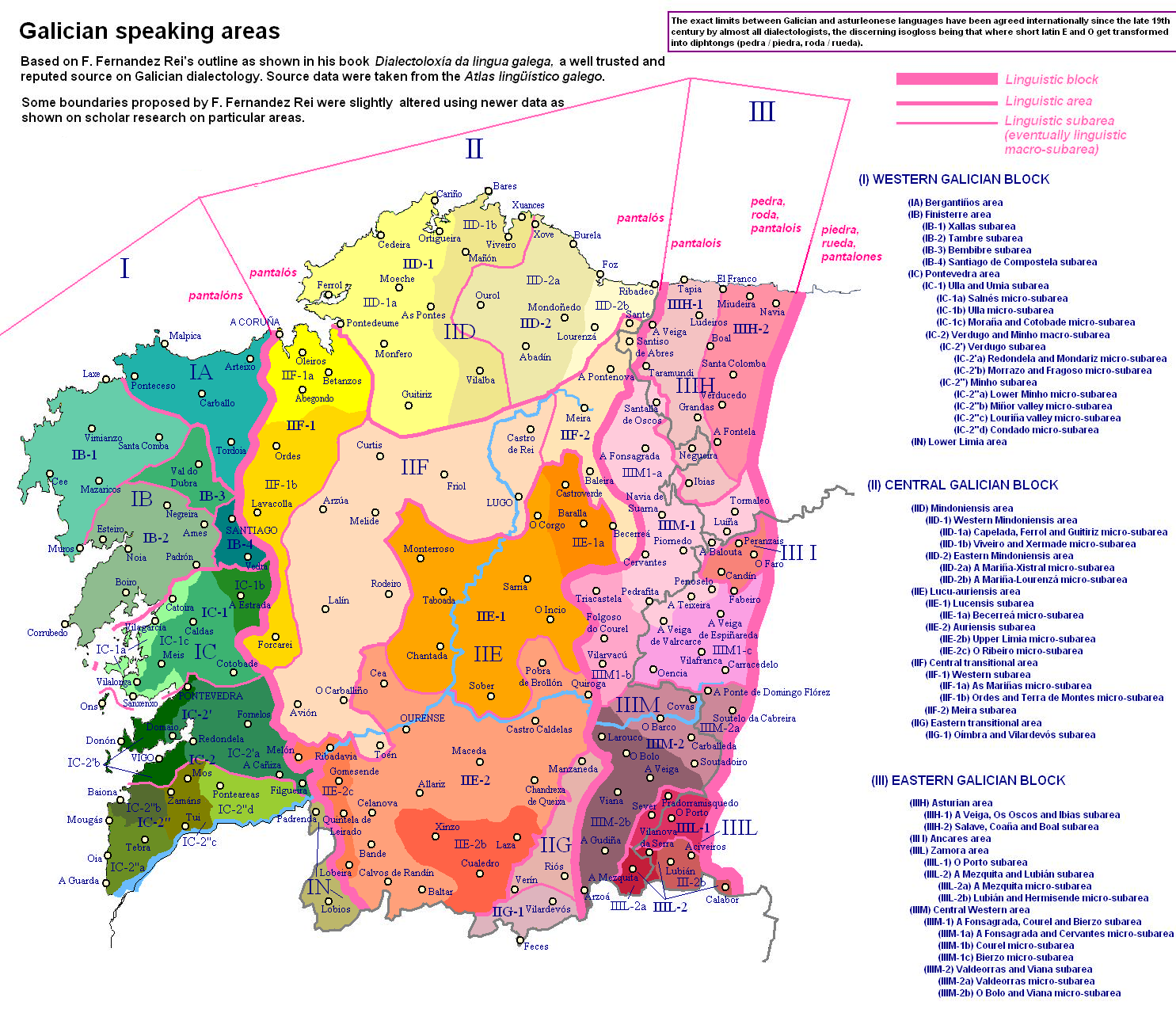
Mapa de isoglosas entre las distintas variedades dialectales gallegas y las hablas vecinas basado en la propuesta de Fernández Rei. Conforme a la propuesta de dicho autor cabría distinguir tres grandes bloques caracterizados por la forma de construir el plural de las palabras acabadas en -n, siendo las isoglosas que los delimitan cans, cheos, algúns (bloques occidental), cas, cheos, algús (bloques central) y caís, chíos y algús oriental, respectivamente perros, llenos y algunos). La tendencia en eonaviego al igual que sucede en portugúes es alterar el vocalismo por efecto del vocalismo nasal hoy prácticamente extinto, pero fuertemente asentado en centurias precedentes. Véase sobre este particular Dubert García «As formas camín e chen en galego e asturiano: solucións supra-rexionais, solucións rexionais e contínuum xeolecta».

- a) Pérdida de las nasales intervocálicas. Este dato es el argumento de algmayor peso para quienes se muestran contrarios a la teoría del continuum galaico asturiano, pues precisamente se da la circunstancia curiosa de que este fenómeno se acentúa en los concejos eonaviegos próximos al bable occidental siguiendo una tendencia norte-sur que se inicia en Portugal. Este dato se manifiesta en la formación de los plurales, en los aumentativos, en la formación del femenino, pero sobre todo en la pérdida de las nasales-palatales.[53]

Manifestaciones de este fenómeno, esencial para entender la lengua eonaviega, son los siguientes:
- El sufijo latino –anu pierde totalmente la nasalidad: ‘mao’[ˈmãw] (mano), ‘chao’ [ˈt͡ʃãw] (llano), ‘ermao’ [ˈeRmãw] (hermano).
- Formación de los plurales: ‘camiois’ (camiones), ‘pantalois’ (panatalones), cais (canes)
- Aumentativos: Casúa (casona), muyerúa (mujerona), bobúa (bobona).
- Formación del femenino: búa (buena), irmá (hermana), ladrúa (ladrona).
- Pérdida de las nasales palatales: Dieiro (dinero), cocía (cocina), espía (espina), etc.
- Formación de diminutivos: Pequenía/pequenín, (pequeño/a), nía/nenín (niño/a), contíus (cuentinos).
- Deformación del vocalismo: Cía (cena), avía (avena), bus (buenos), ayeu (ajeno).
- Supresión de diptongos por interferencia de la nasalidad: lat. quandum > eon. condo (cuando), lat. quantum > eon. conto (cuanto), lat. Iohannes > Eon. Xan o Xanón, (Juan o Juanón), topónimos Sayane...
- b) Velarización de nasales y deformación del vocalismo como consecuencia de la -n- caediza. Véase en este sentido Dámaso Alonso, «Engañar, volar, casos y resultados de velariación de –n- en el dominio Gallego».[55]
- c) Evolución del grupo latino a nn a n: cabana (cabaña), escano (escaño), ano (año), etc.
- d) Mantenimiento del grupo -mb-, lamber/llamber, lombo/llombo, etc. con excepciones que se explican por efecto de la pérdida de la nasalidad intervocálica homine > òme (hombre), lumine > lume/llume (lumbre), seminare/semar (sembrar). En ocasiones apareció el grupo -mb- como consecuencia de la pérdida de las laterales intervocálicas: lat. tremulare > trembar.[56]
- e) Simplificación del grupo m’l y m’n a m: home, fame, llume, etc.
- f) Pérdida de las nasales palatales, en diminutivos femeninos, vaquía, cousía, roupía, etc.. y algunos masculinos foucío, campío, en el sufijo -ieiro/a: cocieira, dieiro, mulieiro, etc.

- Laterales::
- a) Mantenimiento de las laterales intervocálicas. A salvo en los concejos más occidentales la tendencia es al mantenimiento de la -l- intervocálica. Se ha de indicar, que este es un fenómeno reciente pues en el cartulario de Villanueva de Oscos la tendencia a la desaparición de la -l- intervocálica es semejante al resto de las lenguas gallego-portuguesas.
- b) Palatización de las laterales iniciales y ausencia del fenómeno de degeminación de la -ll- latina. Estos aspectos, hoy en día, se aprecian solo en la mitad del territorio eonaviego, sin embargo, del examen del Cartulario de Oscos se constata que estos fenómenos se hallaban extendidos a todos los concejos gallegos y asturianos comprendidos entre el Eo y el Navia.[57] Frías Conde ha estudiado también su pervivencia en diversos topónimos del área no palatizadora, señalando como ejemplos Llacín y Llampedeira en Grandas y Llan en Taramundi Por su parte Santamariana señala como ejemplos de la extensión de este fenómeno en la provincia de Lugo Llencias y Llousa y García Arias el caso de Llorantín en los Ancares.[58]
- c) Velarización del grupo b’d, (coldo, dolda, etc..), fenómeno hoy en día muy residual, totalmente desconocido para García García y Acevedo Huelves quienes registran débeda y codo, pero que se encontraba generalizado en el cartulario de Oscos.[59]

- Evolución de los grupos consonánticos latinos:
- a) Grupo -cl-, -pl- y -fl- hacia un sonido palatal sordo. Existe una concordancia en este punto con el bable occidental y el gallego, si bien la ch vaqueira tiende a ser más fricativo (š) que africado (ć). Ejemplos: chao, chave, chèn, chamar, etc.
- b) Evolución del grupo -lt-, -ct- hacia it: muito, truita, escuitar, cuitelo, enxuito, luito, arruitar, cuito, fruito, etc. Modernamente se observa una tendencia a simplificar el grupo: directum > dereito > dereto, strictum > estreito > estreto, provectum > proveito, proveto, etc.
- c) Evolución del grupo -sc- hacia ix, véase fascis > feixe (haz), pisce > peixe (pez), asciata > eixada (azada), axis > èixe (eje), taxu > tèixo (tejo), fraxinu > frèixo/freisno (fresno), etc.
- d) Evolución de los grupos -gi- y -gl- a palatales sonoras: genĕru > xénro (yerno), gelāre > xelar (helar), genesta > xestra (hiniesta), gemellicu > xemèlgo (gemelo), etc.
- e) Evolución de los grupos j a palatales sorda: iactu > xèito, iantare > xantar, iocu > xogo, etc.
- f) Evolución de los grupos -li-, a palatales sonoras: filĭum > fiyo, mulier > muyer, palĕa > paja, etc.
- g) Evolución de los grupos -nj- a ñ: lleña/leña, castaña, viña, etc. en otros casos derivó a un sonido palatal sordo: llonxe/lonxe.
- h) Ante las líquidas -l- y -r- las oclusivas sonoras evolucionaron a -y- o se vocalizaron oculu > òyo, vetulu > vèyo, apicula > abeya, tegula > tèya, flagrare > cheirar, agru > eiro, cathedra > cadèira.

- Otros fenómenos propios:
- a) Fricativación de oclusivas más acentuada que el gallego y sobre todo que el asturiano: louxa, vixo, dexobado, xardía broxa, xebrar, xastre..
- b) Palatalización de la x: mataxa > madeixa, taxu > teixo, Laxare > deixar, maxilla > meixela/meixella, etc.
- c) Distinción entre el sonido palatal lateral y fricativo. García García propone las siguientes oposiciones callo (verbo callar), cayo (verbo caer), rayo (fenómeno meteorológico), rallo (verbo rallar), piyo/pillo (sust).
- d) Neutralización de líquidas agrupadas, si bien este fenómeno está en trance de desaparición.
- e) Mantenimiento de la f latina.
- f) Evolución de la geminada ss latina a fricativa sorda, passaru > páxaro, bassare > baxar, etc.

B) Aspectos morfológicos
- Tiempos verbales. Indicativo: Presente, Imperfecto, Perfecto simple, Pluscuamperfecto simple, Futuro, Condicional; Subjuntivo: Presente e impefecto; Imperativo; Infinitivo simple y conjugado, participio y gerundio. Característica propia del eonaviego es la construcción del tiempo futuro a través del sintagma haber + pronombre + infinitivo verbal, en construcciones como la anteriormente significada "eiyes atizar" u otras "eivos dar", "y'a poñer", muy comunes en los artículos costumbristas de Alejandro Sela en el Aldeano, que son semejantes a las empleadas en gallego-portugués al anteponer el pronombre personal a la desinencia atizaryes-ei, darvos-ei, poñerlle-a.
- Desinencias verbales. Tiene esta lengua, al igual que el resto de la familia galaico portuguesa, una fuerte dependencia del vocalismo originario de la lengua latina, hecho, que en gallego-asturiano resulta si cabe más conservador. Así la flexión verbal del gallego-asturiano viene condicionada por la pérdida de la distinción entre las vocales abiertas y cerradas en el latín vulgar. Al desconocerse la distinción en las vocales átonas y dada la movilidad de las vocales tónicas en el seno de la raíz verbal se hace prevalecer el morfema sobre la raíz en la mayoría de los supuestos distinguiéndose entre abiertas y cerradas según su posición tónica al conjugarse. De este modo el vocalismo adquiere ciertas connotaciones metafónicas al incorporarse la distinción a la flexión verbal e ignorarse el origen etimológico de las palabras. Así en los supuestos de las formas personales fuertes, a saber, las tres personas del singular y la tercera del plural del presente de indicativo, todo el subjuntivo y la segunda del imperativo, los hablantes distinguen siempre entre e- y o- abiertas, manteniendo siempre la distinción entre formas fuertes y débiles a salvo los verbos monosilábicos, en que la vocal tónica de la raíz y el morfema coinciden, y con la sola excepción de los verbos deber y ceder, de hecho irregulares en gallego-asturiano. Hecha esta precisión, estas son las principales características de las formas verbales en esta lengua:
- Desinencia –des en la segunda persona del plural en todas las conjugaciones. Señala, García García respecto del concejo de El Franco, que si bien se mantiene esta desinencia de manera estable en la 2.ª y la 3.ª, en la 1.ª conjugación va cediendo terreno por influencia del castellano ante –ais y -aides.[61]
- Desinencia de perfecto –che. Formas verbales de la 1.ª personal del singular veño, teño, vexo.
- Deformación vocal por efecto rizotónico.
- Supresión de la -r- final del infinitivo al juntarse con pronombres: «Tara bèn feito, èo(èu) nún podo asegurallo»,[62]
- Desaparición de la 1.ª persona del plural ante –nos enclítico.
- La -n- paragógica se presenta en 1.ª persona del singular en todos los perfectos fuertes y en los dobles flexiones –er, -ir, dixen, puxen, fun, salín, comín, etc.
- Las terminaciones en -ei es frecuente también que tomen -n paragógica: tomein, falein, subirein, falarein, hein, sein, etc.
- Uso de la vocal -e- abierta en las formas de 1.ª persona del plural del pretérito perfecto (coyèmos, dixèmos), o de la vocal -o- abierta en las formas de plural de la 2.ª y 3.ª persona (fòmos, fòron).
- El infinitivo es en -er en muchos verbos que en castellano, lo hacer en -ir, como morrer, encher, ferver, render, etc., siendo menos frecuente y de forma vacilante, en caso contrario, así valir/valer y tosir/toser.
- Se produce alternancia entre -e- abierta y cerrada en los verbos en ar que tienen -è- abierta rizotónica. En ellos, es abierta la -e- radical de las tres personas del singular y la 3.ª del plural.
- En los verbos incoativos y otros en -cer y -cir, la 1.ª persona del singular del presente de indicativo y todo el presente de subjuntivo se asimilan a -ces, -ce: lluzo, lluce, lluza, lluzas, lluza. Alternancia -e- abierta y -e- cerrada en la vocal temática tónica de la mayoría de los verbos en -er.
- La -e cerrada es propia de las tres personas del plural del perfecto simple, de las seis del pluscuampefecto simple, de todas las del imperfecto de subjuntivo en sus dos series, de las formas del gerundio y la de la 1.ª persona del futuro. Presenta -e- cerrada la 1.ª y la 2.ª personas del plural del presente de indicativo, la del plural del imperativo, la 1.ª y la 2.ª personas del plural del futuro, y tanto en este como en el futuro hipotético la -e-.
- Hay verbos (medir y sentir) que presentan alternancia i/e en la vocal radical: con -i- en las formas fuertes, (formas en singular y 3.ª del plural de presente de indicativo, la de singular de imperativo y todo el subjuntivo) y -e- en las débiles.
- Al igual que en asturiano occidental, se produce la acentuación esdrújula de las dos primeras personas del plural del presente de subjuntivo.
- En lo relativo a los verbos irregulares, la divergencia respecto de la regla general en la mayoría de los casos solo se explica por razones etimológicas.
- Los verbos incoativos son plenamente regulares.

- Forma pronominales. Mantenimiento del vocalismo latino e-o del pronombre de primera persona si bien con materializaciones diversas. Extensión generalizada de las contracciones preposicionales de carácter analógico. Contracciones de pronombres personales átonos, dativo más acusativo que se usan, lo mismo en posición enclítica que proclítica: mo, ma, mas, cho, cha, chas, yo, yos, yas
| Artículos     | Masculino            | femenino                  | Neutro          |
| ------------- | -------------------- | ------------------------- | --------------- |
| Singular      | el                   | a                         | el              |
| Plural        | os                   | as                        | os              |
| Posesivos     | Masculino            | femenino                  | Neutro          |
| Singular      | meu/tou/sou          | mía/túa/súa               | --              |
| Plural        | meus/tous/sous       | mías/ túas/ súas          | --              |
| Demostrativos | Masculino            | femenino                  | Neutro          |
| Singular      | este/ese/aquel       | esta/aquela/aquel/la      | esto/aquel/lo   |
| Plural        | estos/esos/aquel/los | estas/aquel/las/aquel/las | estos/aquel/los |
- Formas verbales. García García para el Concejo de El Franco y Celso Muñiz para el Valledor admiten la existencia de formas compuestas con 'ter' como auxiliar, si bien con un empleo más restringido que en castellano y con una connotación de probabilidad. Se ha de precisar, sin embargo, que tal planteamiento parte más de un particular posicionamiento de estos autores respecto de la morfosintaxis de las formas compuestas, que de la existencia de una especialidad propia del eonaviego.
- Resulta también característico del eonaviego, el cambio de género para precisar un colectivo o un número impreciso de cosas, así "el anada", "el herba" (se distingue "a herba" una brizna de hierba, de "el hierba", una sacada de hierba), también en locuciones adverbiales como "da feito", "da remoyo", etc.
C) Aspectos sintácticos.
- Empleo del Infinitivo conjugado en construcciones subordinadas finales o cuando el infinitivo forma parte de un sintagma preposicional, si los procesos tienen sujetos diferentes y pretende evitarse ambigüedad.
- Sistema de perífrasis verbales:
- Perífrasis temporales de futuro o de inminencia: ir (a) + mf. Vouche contar o que pasou; estar a + inf. estar + ger.: estábamos a mirar os coches; haber + inf. haber a + mf. haber de + inf.: heivos dar as ferramentas, hía a contarvos úa cousa, han de trabayar máis; Querer + inf: Peime que quer estear.

- Perífrasis modales de obligación e hipótesis. Haber (de) + mf. Habemos cuntar as ovellas; haber que + mf. (imp.): hai que reforzar a ponte; ter que + inf.: tivemos que botalo abaxo; deber + inf.: débeste erguer máis cedo; poder + inf. Xa podes vir pra acó.

- Perífrasis aspectuales: a) Imperfectivas: andar a + inf.= andar + ger; anda a falar máis da conta; (anda falando máis da conta); levar a + inf. = levar + ger. Leva todo o día a durmir (leva todo o día durmindo); ir + ger. Xa imos recollendo nisas. b) Perfectivas: acabar de + mf. Acaba de lle falar; dar (por) + part: Non dou (por) feira a xeira; deixar de + inf: Deixamos de trabayar onte; levar + part. Uva durmido xa tres horas; ter + part.” Teño rematado(s) os exames; haber + part.: ha falao con el dúas veces.[63]

- Empleo del dativo de interés: Eso nun che me gusta nada, vouchéme fer un traxe, llevábachebos un traxe, éche grande, vaiye cansao). En estos casos los pronombres -che- y el -ye- tienen valor simpatético o de interés a fin de resaltar la atención del destinatario de la acción. El dativo sin embargo pierde tal condición cuando va precedido del reflexivo se funcionando entonces complemento indirecto normal.
- El papel del complemento no reflexivo "se lo dio", viene sustituido por las diversas formas contractas de ye: yo, ya, yos, yas, así: deoyo, llevayo, etc.
- Conservación de sintagmas preposicionales partitivos (acusativo parcial) en cláusulas limitativas o especificativas contenidas junto a verbos transitivos, fenómeno este, muy extendido en el antiguo romance gallego-portugués, y documentado hoy en asturiano y gallego, (véase «Informe sobre a fala ou gallego asturiano», publicado por la Academia de la Lengua Asturiana en 2006, pág. 31; Bechara, Evanildo, Moderna Gramática Portuguesa, 36.ª edición, 2003, pág. 161; Cidrás Escáneo, Francisco (1998): “Marcaxe preposicional do obxecto en galego. Emerxencia e vicisitudes dun proceso de gramaticalización sintáctica”, in Dieter Kremer (ed.):Homenaxe a Ramón Lorenzo. Vigo: Galaxia, vol II: 569-580)
- Coincidencia entre el masculino y neutro en artículos y demostrativos. Se ha de precisar, que si bien están generalizadas las formas propias del género neutro, como ha puesto de relieve Frías Conde, el empleo de estas formas se debe a una influencia del castellano siendo desconocidas originariamente en eonaviego, («Los derivados de "ille" e "illum" en el gallego de Asturias», revista de Filología románica, n.º 10, 1993, pags. 241-252) y es que si ya de por sí resulta extraño que sea precisamente el neutro «lo», el único artículo que comienza en consonante, resulta fuera de toda duda el carácter extraño de dicho artículo, si se tiene presente que ningún analista registra la existencia de contracciones con «lo», algo que resulta inadmisible tanto en gallego como en asturiano.
- Distinción entre acusativo y dativo en los pronombres personales tanto en la 2.ª te/che como en la 3.ª persona ye/lo/la. La forma pronominal «min» usada siempre como complemento con preposición a min, por min, de min, etc.
- Preposiciones: a, agá, ante, ata, acía, baxo, cara, con, contra, de, dende, en, entre, escontra, menos, pra, prantre, por, según, sen, xunta, tras/tres.

## Variantes según la encuesta Alpi (1930)
Se aporta a continuación los resultados obtenidos por la encuesta Alpi (Atlas Lingüístico de la península ibérica) verificada en la década de los años treinta para los distintos puntos encuestados situados entre los valles del Eo y del Navia y la regla general dada para toda la comarca por Acevedo y Fernández en el Vocabulario del Bable de Occidente publicado hacía 1932.
| Español | Acevedo y Fernández 1932 | ' As Campas Castropol Bajo Eo' | 'Salgueiras Oscos Medio Eo' | 'Neiro Fonsagrada Alto Eo' | Navia de Suarna    | Boal                | 'Freiral Navia Bajo Navia' |
| ------- | ------------------------ | ------------------------------ | --------------------------- | -------------------------- | ------------------ | ------------------- | -------------------------- |
| agua    | augua                    | auga ['awga]                   | auga ['awga]                | auga ['awga]               | auga ['awga]       | auga ['awga]        | augua ['awgwa]             |
| para    | pra                      | pra ['pra]                     | pra ['pra]                  | pra ['pra]                 | pra ['pra]         | pra ['pra]          | pa ['pa]                   |
| siembra | sema                     | somènta ['somᴈnta]             | somènta ['somᴈnta]          | semènta ['semᴈnta]         | sementa ['sementa] | sema ['sema]        | sema ['sema]               |
| cuanto  | conto                    | cònto ['kɔnto]                 | canto ['kanto]              | cuanto ['kwanto]           | cuanto ['kwanto]   | cònto ['kɔnto]      | cònto ['kɔnto]             |
| cantad  | cantaide                 | cantaide [kan'taide]           | cantai [kan'tai]            | cantadie [kan'tadje]       | cantái [kan'tái]   | cantái [kan'tái]    | cantade [kan'tade]         |
| desnudo | espido                   | espidu [es'piðo]               | espido [es'piðo]            | encoiro [en'koyro]         | despido [es'piðo]  | encoiro [en'koiro]  | desnudo [ðes'nuiðo]        |
| mujer   | muyer                    | muyzer [muz'ʝer]               | muller [mu'λer]             | muller [mu'λer]            | muller [mu'λer]    | muiyer [mui'ʝer]    | muyer [mu'ʝer]             |
| ojo     | oyo                      | òyzo [ˈɔzʝo]                   | òllo [ˈɔλo]                 | òllo [ˈɔλo]                | òllo [ˈɔλo]        | òiyo [ˈɔiʝo]        | òyo [ɔʝo]                  |
| oreja   | oureya                   | oreyza [oreʝza]                | ourella [ow'reʎa]           | orella [o'reʎa]            | orella [o'reʎa]    | oreiya [oreʝia]     | oureya [owreʝa]            |
| oído    | ouguido                  | ouguido [ow'giðo]              | ouguido [ow'giðo]           | oído [o'iðo]               | oído [o'iðo]       | ouguidu [ow'giðu]   | ouguido [ow'giðo]          |
| llorar  | chorar                   | chorar [ˈt∫o̞rar]               | chorar [ˈt∫o̞rar]            | chorar [ˈt∫o̞rar]           | chorar [ˈt∫o̞ᴈrar]  | chorar [ˈt∫o̞rar]    | chorar [ˈt∫o̞rar]           |
| lágrima | ----                     | lágrima [ˈlagrima]             | lágrima [ˈlagrima]          | lágrima [ˈlagrima]         | lágrima [ˈlagrima] | llágrima [ˈλagrima] | yárima [ˈʝagrima]          |
| mano    | mao                      | mãu [ˈmão]                     | mãu [ˈmãw]                  | mãu [ˈmãw]                 | mãu [ˈmãw]         | mãu [ˈmãw]          | mãu [ˈmãw]                 |
| dedo    | dido                     | dido [ˈðido]                   | dido [ˈðido]                | dido [ˈðido]               | dédo [ˈðedo]       | didu [ˈðido]        | dido [ˈðido]               |
| pierna  | perna                    | pèrna [ˈpᴈrna]                 | pèrna [ˈpᴈrna]              | pèrna [ˈpᴈrna]             | pèrna [ˈpᴈrna]     | pèrna [ˈpᴈrna]      | pèrna [ˈpᴈrna]             |
| pie     | pe                       | pè [ˈpᴈ]                       | pè [ˈpᴈ]                    | pè [ˈpᴈ]                   | pè [ˈpᴈ]           | pè [ˈpᴈ]            | pè [ˈpᴈ]                   |
| diente  | dente                    | dènte [ˈðᴈnte]                 | dènte [ˈðᴈnte]              | dènte [ˈðᴈnte]             | dènti [ˈðᴈnti]     | dènti [ˈðᴈnti]      | dènte [ˈðᴈnte]             |
| quieto  | quieto                   | quieto [ˈkieto]                | quieto [ˈkieto]             | quieto [ˈkieto]            | quieto [ˈkieto]    | quietu [ˈkietu]     | quieto [ˈkieto]            |
| yegua   | eugua                    | ègüa ['ᴈgwa]                   | ègüa ['ᴈgwa]                | ègoa ['ᴈgoa]               | ègüa ['ᴈgwa]       | èuga ['ᴈgwa]        | ŷegua ['ʝᴈgwa]             |
| eje     | eixe                     | eixe ['eiʃe]                   | eixe ['eiʃe]                | èixe ['eiʃe]               | eixi ['eiʃi]       | eixe \| ['eiʃe]     | eixe \| ['eiʃi]            |
| demonio | demo                     | demo [ˈðemo]                   | dèmo [ˈðᴈmo]                | demo [ˈðemo]               | demo [ˈðemo]       | demoniu [ˈðemoniu]  | demonio [ˈðemonio]         |
| encía   | enxigua /enxiba          | enxiba [enˈ∫iba]               | enxiba [enˈ∫iba]            | enxiba [enˈ∫iba]           | enxiba [enˈ∫iba]   | enxiba [enˈ∫iba]    | meya [meˈʝa]               |
| pecho   | ---                      | pecho [ˈpet∫o]                 | peito [ˈpeito]              | peito [ˈpeito]             | peito [ˈpeito]     | pechu [ˈpet∫u]      | pecho [ˈpet∫o]             |
| nudo    | nougo                    | nougo [ˈnowgo]                 | nò [ˈnɔ]                    | nó [ˈno]                   | nó [ˈno]           | nougo [ˈnowgo]      | nougou [ˈnowgo]            |
| coz     | couz                     | couz [ˈkowθ]                   | couce couz [ˈkowθe]         | couce [ˈkowθe]             | couzi [ˈkowθe]     | cou(z) [ˈkowθ]      | couz [ˈkowθ]               |
| uncir   | xoncer                   | xoncer ['ʃoncer]               | xoncer ['ʃoncer]            | xoncer ['ʃoncer]           | xoncèr ['ʃoncer]   | xoncèr ['ʃoncer]    | xoncer ['ʃoncer]           |
| leche   | leite /lleite            | leite ['leite]                 | leite ['leite]              | leite ['leite]             | lèiti ['lᴈiti]     | llèite ['λeite]     | ŷeite ['ʝeite]             |
| buey    | boi                      | bòi ['bɔi]                     | bòi ['bɔi]                  | bòi ['bɔi]                 | boi ['bɔi]         | bòi ['bɔi]          | bòi ['bɔi]                 |
| grillo  | ---                      | grilo ['grilo]                 | grilo ['grilo]              | grilo ['grilo]             | grilo ['grilo]     | grillo ['griʎo]     | griŷyo ['griŷyo]           |
| paloma  | palomba                  | palomba [pa'lomba]             | palomba [pa'lomba]          | palomba [pa'lomba]         | palomba [pa'lomba] | palomba [pa'lomba]  | palomba [pa'lomba]         |
| rana    | ra                       | ra ['ra:]                      | ra ['ra:]                   | ra ['ra:]                  | ra ['ra:]          | ra ['ra:]           | ra ['ra:]                  |
| lobo    | lobo /llobo              | lobo ['lobo]                   | lobo ['lobo]                | lobo ['lobo]               | lobo ['lobo]       | llobu ['ʎobo]       | ŷobo ['ʝobo]               |
| hierro  | fèrro                    | fèrro ['fᴈro]                  | fèrro ['fᴈro]               | fèrro ['fᴈro]              | ferro ['fero]      | fèrro ['fᴈro]       | fèrro ['fᴈro]              |
| llama   | lapa /llapa              | lapa ['lapa]                   | lapa ['lapa]                | lapa ['lapa]               | llapa ['ʎapa]      | llapa ['ʎapa]       | ŷapa ['ʝapa]               |
| todo    | todo                     | todo ['toðo]                   | todo ['toðo]                | todo ['toðo]               | todo ['toðo]       | todo ['toðo]        | todo ['toðo]               |
| Español | Acevedo y Fernández 1932 | ' As Campas Castropol Bajo Eo' | 'Salgueiras Oscos Medio Eo' | 'Neiro Fonsagrada Alto Eo' | Navia de Suarna    | Boal                | 'Freiral Navia Bajo Navia' |

## Encuestas modernas
Entre el año 1974 y 1977 tres investigadores, Francisco Fernández Rei, Manuel González González y Rosario Álvarez Blanco vinculados al Instituto da Lingua Galega, coordinaron la publicación del Atlas Lingüístico da Lingua Galega (Alga) en el que se recogen ocho poblaciones de la comarca. Se recogieron 2.711 preguntas en una base de datos en la que se incluye el texto de la respuestas y abundante información complementaria. Este inicial proyecto fue sucesivamente ampliado, habiéndose publicado hasta la fecha 7 volúmenes, I morfología verbal (1990), II morfología no verbal, (1995), III fonética (1999), IV Léxico. Tiempo atmosférico y cronológico (2003) , V Léxico. El ser humano (I) (2005) y VI Tierra. Plantas y árboles (2015). Se tiene previsto la  publicación del volumen VII Léxico. El ser humano (II).
Un proyecto más ambicioso es el promovido por la Universidad de Oviedo atlas lingüístico ETLEN del Eo-Navia (Estudiu de la transición llingüística na zona Eo-Navia, Asturies), en 2017, se tiene una imagen más completa acerca de la geografía lingüística del eonaviego o gallego-asturiano. El atlas lingüístico ETLEN es fruto de un proyecto de investigación de campo realizado, en fases sucesivas, entre el año 2000 y 2014, por un equipo de la Universidad de Oviedo dirigido por el Dr. Ramón d’Andrés Díaz. Este proyecto nació con el objetivo de obtener un avance relevante en el conocimiento de la frontera lingüística entre el galaicoportugués y el asturleonés en esta zona de Asturias.
Otros estudios de dialectometría son los promovidos por la Universidad de Santiago de Compostela o la Universidad de Aveiro han estudiado las modalidades lingüsíticas del Eo-Navia teniendo presente su evolución diacrónica en relación con sus antecedentes históricos.

## Polémicas políticas
Las polémicas políticas entre partidos e instituciones gallegas y asturianas tienen dos frentes. Por una parte el relativo a la posibilidad de que la Junta de Galicia tutele la educación en gallego-asturiano en el occidente de Asturias, entendiendo aquel como dialecto del gallego, y los propósitos interpretados como anexionistas del nacionalismo gallego.
Respecto al ámbito educativo, el gobierno del Principado se ha negado a cualquier posibilidad de que se enseñe gallego en el occidente de Asturias, posibilidad ofrecida por la Junta de Galicia.
La postura de la Junta de Galicia en ese sentido es clara. Entre los objetivos de su Plan General de Normalización de la Lengua Gallega se cita como objetivo, en lo referido al eonaviego:

Reforzar la idea entre la población, especialmente en el gallego de Asturias, de que su lengua es gallego, con sus peculiaridades dialectales, pero gallego.

Por otro lado, también causó polémica en Asturias la posibilidad, incluida el borrador de Estatuto de Autonomía de Galicia presentada por el Bloque Nacionalista Galego, de que territorios limítrofes pudiesen unirse a Galicia:

Podrán incorporarse a Galicia aquellos municipios limítrofes de características históricas, culturales, económicas y geográficas análogas, mediante procedimientos democráticos que serán regulados por ley.

Lo cual fue interpretado (y confirmado por dirigentes del BNG) como la posibilidad de que municipios del occidente asturiano, si así lo decidiesen, se unieran a Galicia.
Algunos grupos nacionalistas gallegos minoritarios gallegos, como Nós-Unidade Popular propugnan incluso, basándose en la adscripción del eonaviego al gallego, la anexión directa de las Tierras del Eo-Navia a Galicia Esta tesis tiene nulo eco en Asturias.
Sin embargo, en lo que se refiere a la propia conciencia identitaria de los asturianos de la zona, y de acuerdo con el estudio del II Estudio Sociolingüístico de Asturias, un 74% de los encuestados afirmaron sentirse «asturianos hasta a médula» y un 15% se identificaban como asturianos, aunque «un poco gallegos». En el otro extremo, tan solo un 9% se reconocía como «fronterizo» y sentirse tan gallego como asturiano.
Las pretensiones gallegas son relativamente nuevas, en una corriente ideológica no originaria del nacionalismo gallego, según la cual no solamente el Bierzo, territorio histórico y culturalmente gallego, sino toda la franja territorial al este de Galicia (aunque curiosamente no la franja sur, esto es la portuguesa, con la que no hay separación geográfica y que fue trazada en tiempos modernos y no altomedievales) sería "territorio gallego" y debería "reunificarse". 
Este corpus teórico de la "gran Galiza"  inició en 1980 y culminó en 2005 con la modificación citada más arriba, del estatuto de Galicia sobre la entidad territorial gallega. Incluye la invención de una bandera para la "comarca del eonavia", absolutamente ajena al territorio eonaviego pues, para empezar, la comarca nunca fue una unidad territorial en Asturias, como sí lo fue en León o Cantabria. Además, "la comarca" corresponde con el Antiguo Concejo de Castropol, una unidad territorial que precisamente se fragmentó aún hasta 1924 muestra de la no única unidad del territorio. Parece incluso que la pretendida bandera del Eo-Navia es realmente una descarada copia de la de El Bierzo (utilizada por primera vez como bandera en 1978 por un ciudadano particular en unas pegatinas) sustituyendo la bandera del club de fútbol de la Ponferradina por la del "color tradicional de los barcos de Castropol".
Como vemos, la pretendida bandera del Eo-Navia ha sido inventada recientemente por el movimiento nacionalista gallego sin el más mínimo rigor histórico. Y por supuesto tampoco tiene ningún carácter oficial, ni tampoco ningún consenso académico ni social. Su utilización en los documentos lingüísticos del gallego de Asturias —y particularmente en la portada de su diccionario— muestra el carácter político y politizado de dichos documentos y su falta de rigor científico.

## El cartulario de Villanueva de Oscos

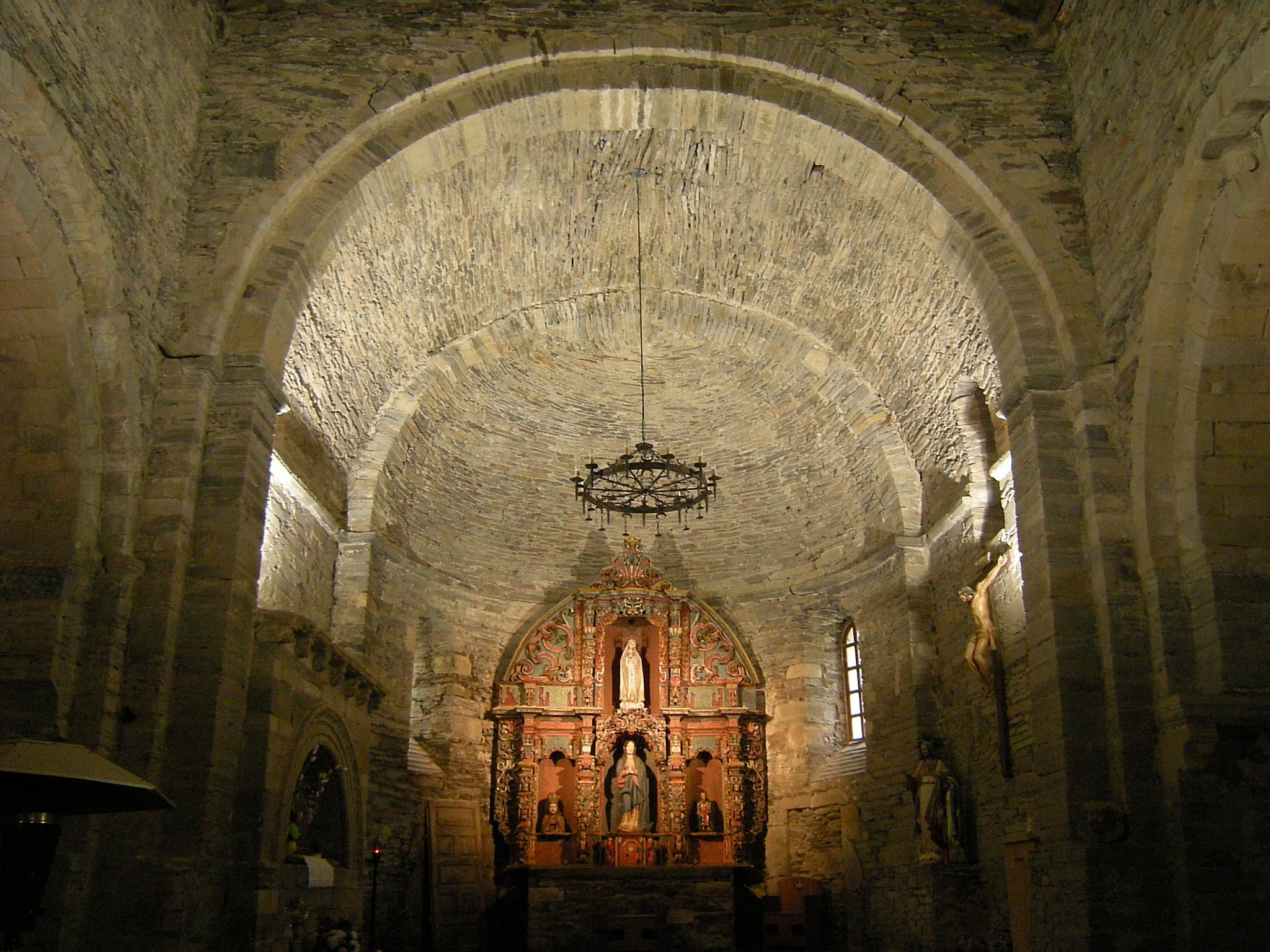
Ábside del Monasterio de Santa María de Villanueva de Oscos

Uno de los aspectos más relevantes del eonaviego es el estudio filológico de la evolución de esta lengua a través del examen de los textos medievales documentados en el monasterio de Santa María de Villanueva de Oscos. Su examen nos aporta datos muy relevantes para el conocimiento de la formación de las primitivas lenguas romances y del origen de las lenguas galaico-portuguesas en particular. De la importancia que tiene este cartulario para el conocimiento de la formación de la lengua romance en Asturias nos da cuenta el hecho de que, cuando en 1865 Aureliano Fernández-Guerra relaciona en el discurso sobre el Fuero de Avilés las cincuenta primeras escrituras en lengua romance que se documentan en Asturias, veintiséis de las mismas pertenecen al Monasterio de Oscos y el resto a otros cartularios y fondos documentales asturianos. Del periodo medieval de la institución se conocen 616 documentos (32 del siglo XII, 261 del siglo XIII, 224 del siglo XIV y 99 del siglo XV), que en conjunto representan la mayor colección diplomática asturiana del medievo, hecha excursión de las colecciones de los monasterios ovetenses de San Pelayo, y San Vicente y la de la catedral, siendo si cabe más su importancia si se tiene en cuenta las pequeñas dimensiones del monasterio.
Del examen de los primeros documentos del monasterio redactados en lengua romance desde finales del XII hasta principios del siglo XIV se pone de manifiesto una identidad absoluta de esta lengua con el romance galaico-portugués de aquel tiempo, hasta el extremo que Francisco Xavier Frías Conde renuncia a su estudio por ser tal el parecido con el resto del dominio gallego-portugués que no nos permite vislumbrar los rasgos de identidad de la lengua gallego-asturiana. En esta etapa inicial únicamente se tienen documentados los traslados de copias de escrituras latinas antiguas ininteligibles ya para el pueblo llano, v. AHN sec. clero, carp. 1617, AHN, Sec. Clero, carp. 1617 núm. 15,, núm. 2, AHN Sec. clero carp. 1621 n.º 15 etc. y no será sino hasta mediados del siglo XIII cuando se documentan los primeros documentos originales escritos en lengua romance gallego-portuguesa.
Desde el inicio del siglo XIV se comienza a perfilar la singularidad de esta lengua con el resto de la galacoifonía. La mayoría de estas novedades resultan del avance del castellano en los centros urbanos de la ría del Eo: Revoredo, Ribadeo y Castropol, siendo más notoria tal influencia en las escrituras de los notarios del obispo en esas poblaciones, pero si la influencia del castellano es cada vez mayor en los centros urbanos, las escrituras de los notarios del monasterio conservarán bien claros los rasgos de identidad originarios de la lengua más otros propios que aparecen ahora de nuevo. De este modo en el cartulario de Villanueva de Oscos se pueden hallar cuatro tipos de documentos:
1) Las escrituras otorgadas ante los propios notarios del Monasterio, todas las cuales desde la segunda mitad del siglo XIII hasta el siglo XVI se encuentran redactados en romance galaico-portugués, y en el que si bien ya se aprecian muchas de las características propias de la lengua gallego-asturiana, (palatización de inicio de los grupos fónicos laterales el sistema de artículos), no se aprecian especiales diferencias con los que se tienen documentados por los notarios del Rey en la Puebla de Buron o en el cartulario del Monasterio de Santa María de Meira. Entre estas cabe citar una carta de entrega de una yugería en compensación, fechada en 1253 en Grandas, una carta de reconocimiento fechada en 1259, una venta del año 1260 en Lavarou, una carta de foro del año 1261 por el que el Abad concede a Juan Martínez y a otros unas tierras a censo, una donación del año 1262, una donación por la que Pedro Pérez dona al monasterio de cuanta heredad tiene en Villar Bullaso, un prestimonio vitalicio y un foro perpetuo del año 1264; una transacción del año 1265, 8 de septiembre, una donación del año 1265; una carta de foro de enero de 1266; una carta de foro de 1266, una donación del año 1267, 31 de marzo por la que Tomás Martínez da al Monasterio todo cuanto tiene en Serandinas; una carta de foro del año 1268, 16 de abril, por la que el abad da a Fernan Cotón y a su mujer un cuarto de su heredad en Murolas; una carta de foro del año 1270, 28 de diciembre, prestimonio del año 1271, 5 de noviembre; una renuncia del año 1272, 17 de noviembre de una demanda presentada contra el monasterio; una carta de foro del año 1276 por la que el Abad da en censo una heredad a Rodrigo Alfonso y que anteriormente ha quedado trascrita, una carta de foro fechada en el año 1281, 10 de febrero; un prestimonio de 1281, 11 de octubre, una venta de unas arras del año 1289, 23 de febrero, un prestimonio de 1293, 22 de julio, seis querellas fechadas entre los años 1285 y 1295 e interpuestas por el abad del Monasterio frente al concejo de Revoredo, una donación de 1294, 30 de enero, una carta de fuero del año 1302, un contrato de superficie de 1311, y otro foro de 1312 una donación del año 1328, otro contrato de superficie de 1341, otra carta de foro de 1349 y así otros muchos documentos. En este grupo se encuentran las escrituras otorgadas por los notarios de las poblaciones más pequeñas como la Vega, Grandas, Burón, Ribera de Miranda, Ribera de Santi o Trabada.
2) Los suscritos por los notarios del notario del rey en Ribadeo y del obispo de Oviedo en la Pola de Castropol, en los que si bien su formulario e intitulación se presenta en castellano, el dispositivo o bien se encuentran redactados en gallego-portugués o bien presentan tan numerosísimos galleguismos que son elocuentes de la lengua vernácula de los otorgantes. Ejemplo paradigmático de los documentos redactados por el notario episcopal es el otorgado en el año 1326, en el que a salvo la intitulación y la invocación el texto es fundamentalmente gallego:

Sabian quantos esta carta viren como nos Pedro García de Lauiaró fillo de Pedro Garçia que soy e yo Pedro Fernández fillo de Urraca Garçia por nos e por toda nostra uoz, damos en doaçion al monasterio de Santa María de Villanoua de Oscos todo el herdamento e chantado e uoz que Pedro García, padre de mi Pedro García, auia e auer deuia enna nona de Ferradal que he en cabeça por uoz da dita mia madre. Esta doaçon uos damos al dito moesterio por las nosas almas e de aquelos de que foy el dito herdamento. Así lle la damos doy dia endeante el abat e conuento que enno dito moesterio son e foren daqui endeante del dito herdamento toda sua uolontat. Et que esto seia certo e non uenna en dolda mandamos ende facer esta carta que foy feyta uinte e oyto dias de junio, era de mille e trezentos e sesenta e quatro annos.
 Alvárez Castrillón, José A., Los Oscos en los siglos X-XII, doc. 13, pág. 155. 

Ciertamente los documentos suscritos por el notario del obispo, son los que menos galleguismos presentan, pero también en ellos se puede apreciar que en cuanto los interlocutores se ven más libres del actuario se desenvuelven con naturalidad en su lengua vernácula, así se puede apreciar también en otro documento de 1313:

Connosçuda cosa seia a quantos esta carta vieren commo yo Alfonso Pérez de Raón, por mi e por toda mia voz fago carta de uençión a uos Alvaro Fernández de Pesoz e a uos María Martínez e a uosa uoz conuen a saber que uos uendo dos terrenos de herdat que iazen en Raón de Pedro Payz enna otra costeyra

Hasta aquí podría resultar dudosa la adscripción pero cuando el actuario entra a detallar los linderos, los interlocutores se desenvuelven más libremente: 

…terreno chamánlo del Pereyro e terminase así enna una costeyra iaz terra que foy de Dominga suarez.
 Alvárez Castrillón, José A., Los Oscos en los siglos X-XII, doc. 11, pág. 153. 

3) Encontramos en tercer lugar documentos redactados fuera de la comarca eonaviega que o bien se refieren a intereses en la zona o intervienen personajes del monasterio y que por esta o por otras razones presentan importantes galleguismos. Entre estos cabe citar el expedido en Corias por D. García Rodríguez, merino del Rey en Asturias fechado en el año 1242:

«Domini don García Rodriguez a todos los omnes que viren estas letras salut e amor. Sabades que yo meto al abba e al conviento de Villa Nueva d’Oscos ena heredat de Villa Amir que Gonzalo Menendez ha tomado por forcia, e meu merino Fernan Ihannes ia otra vegada ela entregara al abbat e al conviento e la quotara en… morabidís, e depúes Gonzalo Menéndez Entrola por forcia ende la quoto en mil moravidez de partes del rey de la mia. E defiendo que nulio omne non la entre se mandado del abbat elos fruytos della mandolos entregat. Data en Corias VI dias por andar d'agosto. Era Mª.CC.ªLXXX. Domini don Goncaluiz Gal ».
Lo edita como original P. Floriano Llorente, « Oscos. Segunda serie… », nº 40.

4) Existe por último, documentos redactados fuera de la comarca y que se refieren a intereses del monasterio, como donaciones reales, privilegios rodados, etc., que carecen de interés alguno para el análisis de la cuestión suscitada.
El cartulario de Oscos es un monumento histórico esencial para el entendimiento de la evolución de la lengua romance medieval y de la lengua galaico-portuguesa en particular, sin embargo tal aportación se cierra con la entrada de la Congregación de Castilla en el Monasterio en el año 1511, hecho que dará fin a una etapa y comienzo a otra de gran crecimiento económico y social del monasterio en torno a la industria del hierro, sin embargo con la instalación de la orden reformada se cerrará el periplo documental de esta lengua hasta su resurgir a finales del siglo XIX.

## Literatura en lengua eonaviega

El periódico El Castropol fue la primera publicación en editar sistemáticamente textos en gallego asturiano

El primer autor conocido en lengua eonaviega quizás sea Fernan Soares de Quiñones o Quinhões de los cancioneiros, trovador del último tercio del siglo XIII, autor de cuatro cantigas de escarnio y una sátira moral. En una de las cantigas cuenta en tres estrofas en lengua gallego-portuguesa las “costumes” y “feituras” del “cavalón”, en el que se relata las andanzas de uno que moraba en Sevilla, y que había venido de los Oscos en las Esturas en el límite con Galicia. Estas estrofas se incluyen en una cántiga que se encuentra dentro de la temática de escarnio y maldecir pero con la suplantación de personalidad propia de la cantigas de amigo. Sea como fuere parece que la referencia al caballero de los Oscos presenta claras connotaciones alegóricas respecto de la procedencia del personaje que pudieran encontrarse reforzada por el tipo de habla utilizada en la cantiga. Como ha quedado indicado tras los siglos oscuros que suceden tras la llegada de la Congregación de Castilla al Monasterio de Oscos en 1511, se cierra el ciclo documental de esta lengua, hasta su resurgir a finales del siglo XIX.
En los primeros años del siglo XX existe una identificación del eonaviego con el gallego académico, que se refleja en autores como Cotarelo Valledor y Antolín Santos Ferraría que se desenvuelven enteramente en gallego. Como se ha señalado Bernardo Acevedo y Huelves y Fernández Fernández son los primeros autores que toman conciencia de las peculiaridades de esta lengua, al primero de los cuales se suele atribuir el primer soneto en esta lengua, “vusté era un gran señor, Eu era un gran probe”. Poeta coetáneo de aquellos es Ramón García González, (1870-1938) quien muestra la influencia del espíritu modernista imperante a principios del siglo XX. Su obra más conocida es un extenso poema que lleva por título “El xardín”. Otro poeta reconocido de este tiempo es Conrado Villar Loza, (Taramundi 1873-Tapia 1962), se le conoce por su temática en torno a la emigración tema muy recurrente en la literatura costumbrista del momento.
Después de la Guerra Civil, se produce un declive de la literatura en lengua gallego-asturiano, perdiéndose los signos de identidad que entonces empezaban a apuntarse. Se encuentra una literatura costumbrista en la que se mezcla el gallego con el castellano, que cae más en lo anecdótico que en lo puramente literario. En la década de los setenta, gracias a la labor de autores como Dámaso Alonso, los autores del extremo occidental asturiano comienzan a reafirmar la identidad de esta lengua. Entre estos autores cabe destacar Manuel García Sánchez, Manolo Galano, autor especialmente preocupado por la cultura popular de la comarca, quien publica en 1994 con Jacinto Díaz López el «Vocabulario d’a Roda», y quien diez años antes había publicado en 1984, el libro de «Cuentos Parzamiques». Colabora asiduamente en la revista Entrambasauguas, publicando en el año 2005 una refundición de 20 colaboraciones escritas para esa revista en el libro «Vento d’outono». Entre los autores más recientes cabe citar a Xosé Miguel Suárez Fernández, (Mántaras, Tapia, 1965) y Xavier Frías Conde quienes inician sus respectivas carreras literarias, desde el estudio filológico de la lengua, (si bien desde perspectivas bien diferentes). Lo más reseñable de toda esta literatura es su proyección a través de diversas revistas de la comarca, debido a la dificultad que supone la edición de libros para un público tan reducido. La revista de mayor antigüedad es «A Freita», de la cual aparecieron once números, se trata de una revista de carácter general que se comienza a publicar en 1992 dando cabida a artículos de toda clase. Entre sus colaboradores cabe citar a Benigno Fernández Braña, Xan Castañeira, Xosé Máximo Fernández, Susa Argul Muniz, Xosé Antonio Ron Tejedo, Adela Conde Valledor, etc. En 1995 se adjunta un suplemento literario, publicación con el proyecto de dar difusión a los autores eonaviegos a través de una edición menos formal que un libro. Frente a esta revista de tendencia gallegofila, desde 1996 se publica por la Secretaría Lingüística del Navia Eo, adscrita al ALLA, la revista Entrambasauguas. Entre estos autores que colaboran con revistas cabe citar a Crisanto Veiguela, (Vegadeo 1959), Alejandro Antúnez Blanco, (Navia 1933), Teresa López, (Boal 1950), Xoxe Carlos Alvárez Blanco, Xavier Vilareyo (Mieres 1967), Fredo de Carbexe, (El Franco 1967), etc.. En el género del teatro, como ya hemos indicado existe cierta tradición entre quienes abundan en esta literatura costumbrista, caso de Villar Loza y Manuel Galano. Recientemente se han recuperado obras representadas en otro tiempo: “Condo el cariño é de verdá” comedia estrenada en Bual en 1936 por la Agrupación artística de Armal y el trato de F.F. Arias estrenada en Figueras en 1926.